# Independentismo catalán

Estelada blava (en español: estrellada azul), bandera histórica de los partidarios de la independencia catalana, cuya creación se atribuye a Vicenç Albert Ballester entre 1915 y 1918.

Estelada vermella (en español: estrellada roja), bandera independentista con connotaciones izquierdistas. Fue creada hacia 1970 por el PSAN y adoptada a partir de entonces por la extrema izquierda independentista y especialmente por los defensores de la independencia de los llamados Països Catalans.

El independentismo, secesionismo o separatismo catalán es la posición política que defiende la separación o independencia de Cataluña, con sus actuales límites administrativos como comunidad autónoma de España, o bien por la correspondiente a una visión pancatalanista que incluye: Andorra, la Franja de Aragón, la Comunidad Valenciana, El Carche en la Región de Murcia, las Islas Baleares, la denominada «Cataluña Norte» en el departamento francés de los Pirineos Orientales (antiguos territorios catalanes cedidos por España a Francia en el tratado de los Pirineos del siglo XVII) y Alguer en Cerdeña (Italia). En ocasiones, el nacionalismo catalán también se entrelaza con el occitano para reclamar la independencia de Occitania de Francia, más sus pequeñas regiones en Italia, España y Mónaco, anexionándola con los denominados «Países Catalanes».

## Historia

### Inicios (1886-1923)
Josep Narcís Roca i Farreras, colaborador del diario catalanista La Renaixença, es considerado el primer nacionalista catalán independentista. El primer artículo donde apareció claramente su propuesta de que Cataluña tuviera un Estado propio fue publicado en 1886 con el significativo título de Ni espanyols ni francesos (‘Ni españoles ni franceses’). Sin embargo, el primer grupo independentista no apareció en Cataluña sino en Santiago de Cuba, poco después de que la isla se emancipara de España. En el Centre Català de esa ciudad fue donde ondeó por primera vez la estelada, creada precisamente por un residente catalán en Cuba, Vicenç Albert Ballester.

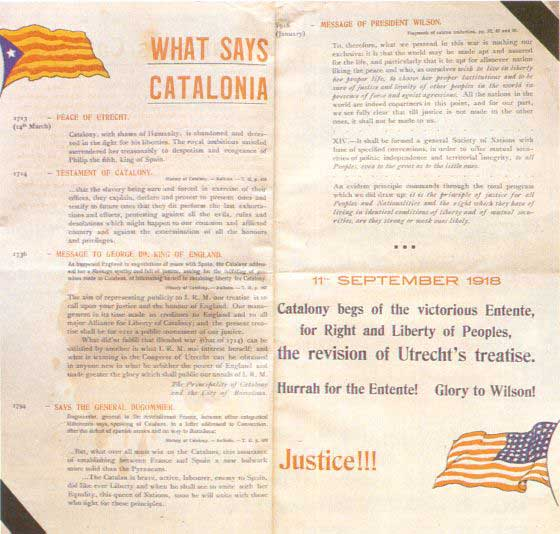
Documento en inglés titulado What says Catalonia con fecha del 11 de septiembre de 1918 en el que el Comité Pro Cataluña pide a «la victoriosa Entente, por el Derecho y la Libertad de los Pueblos, la revisión del Tratado de Utrecht. ¡Viva la Entente! ¡Gloria a Wilson! ¡¡¡Justicia!!!». Es el documento más antiguo en que aparece la estelada.

En Cataluña habrá que esperar hasta 1918 para que surjan las primeras organizaciones propiamente independentistas. Así en julio de ese año se constituyó con gente de la Unió Catalanista, el Comité Pro Cataluña presidido por Vicenç Albert Ballester, el creador de la estelada, y en diciembre nacionalistas catalanes radicales constituyeron en París el autodenominado «Comité Nacional Catalán» para reclamar a los países vencedores en la Primera Guerra Mundial que se ocuparan del «pleito catalán», pero este no se incluyó en el orden del día de la Conferencia de París.
En junio de 1922 se celebró una Conferencia Nacional Catalana, de donde surgieron dos nuevos partidos nacionalistas catalanes más radicales que la Lliga Regionalista: Acció Catalana, integrada por jóvenes de la Lliga y por intelectuales republicanos, y Estat Català, integrado por un grupo encabezado por el diputado Francesc Macià. Este último de signo netamente independentista.

### Dictadura de Primo de Rivera, Segunda República y Guerra Civil (1923-1939)

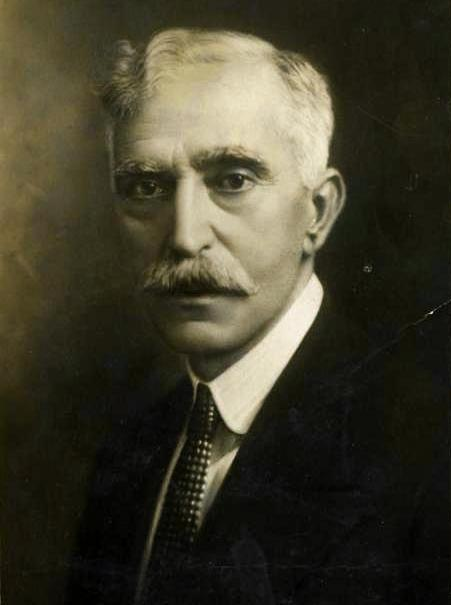
Francesc Macià, líder de Estat Català y del complot de Prats de Molló.

La política anticatalanista de la dictadura de Primo de Rivera en Cataluña reafirmó la apuesta de Estat Català por la vía insurreccional y con ese objetivo se formaron los primeros escamots y se fundó en París un Comité Separatista Català. A mediados de 1926 Macià decidió llevar a cabo una invasión de Cataluña con un pequeño ejército integrado por escamots por Prats de Molló, en la Cataluña francesa, pero el plan fue desbaratado por la policía y Macià fue detenido y juzgado en París en enero de 1927, siendo desterrado a Bélgica. Macià desarrolló a partir de entonces una febril actividad propagandística de la «causa catalana».
Volvió a Cataluña hacia enero de 1931, un año después de la caída de Primo de Rivera. En esos meses una ola republicana recorrió Cataluña y toda España y Estat Català acabó confluyendo con otros grupos nacionalistas catalanes para dar nacimiento a un nuevo partido, Esquerra Republicana de Cataluña, del que Macià fue elegido presidente por unanimidad.
El 14 de abril de 1931 Macià proclamó la República Catalana en Barcelona, integrada en una «Confederación de Pueblos Ibéricos». Tres días después tres ministros del Gobierno Provisional viajaron a Barcelona donde se entrevistaron con Francesc Macià alcanzando un acuerdo por el que Esquerra Republicana de Cataluña renunciaba a la "República Catalana" a cambio del compromiso del Gobierno Provisional de que presentaría en las futuras Cortes Constituyentes el Estatuto de Autonomía que decidiera Cataluña y del reconocimiento del gobierno catalán que dejaría de llamarse Consejo de Gobierno de la República Catalana para tomar el nombre de Gobierno de la Generalidad de Cataluña recuperando así «el nombre de gloriosa tradición» de la centenaria institución del Principado que fue abolida por Felipe V en los decretos de Nueva Planta de 1714.
Casi todos los partidos políticos catalanes aceptaron el acuerdo, excepto el Bloc Obrer i Camperol, un grupúsculo comunista recién creado, que afirmó que el Gobierno Provisional de Madrid había «aplastado la República Catalana, cuya proclamación fue el acto revolucionario más trascendental llevado a cabo el día 14», y tampoco antiguos miembros de Estat Català que acusaron a Macià de traidor. Por otro lado, los sectores de Estat Català que se opusieron a su disolución en Esquerra Republicana formaron sus propios partidos, como Daniel Cardona, que creó la organización paramilitar ‘’Nosaltres Sols!’’, a imitación del irlandés Sinn Féin, y un sector obrerista que fundó Estat Català-Partit Proletari.

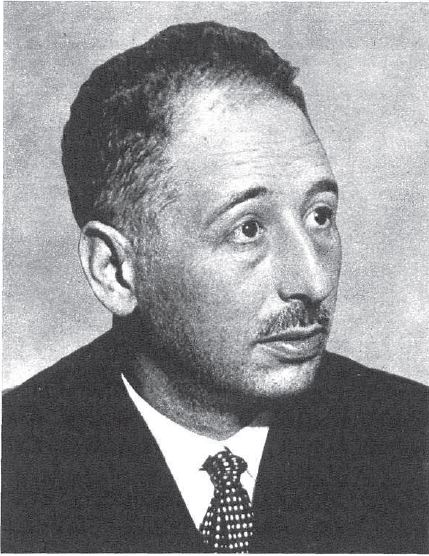
Luis Companys, Gobernador civil de Barcelona, en el artículo «Cómo se proclamó la República en Barcelona» (Mundo Gráfico, número 1017, página 4, 29 de abril de 1931).

El 6 de octubre de 1934 Lluís Companys, sucesor de Macià al frente de la Generalidad, proclamó «el Estado catalán en la República Federal Española». Pero la falta de planificación (a pesar de que el consejero de Gobernación, Josep Dencàs, movilizó los escamots, las milicias de la Esquerra, y a los Mozos de Escuadra) y la pasividad con que respondió la principal fuerza obrera de Cataluña, la CNT, hizo que la rebelión catalana se terminara rápidamente el día 7 de octubre por la intervención del Ejército. El presidente y los consejeros de la Generalidad fueron encarcelados (menos Dencás que consiguió escapar) y a continuación el Estatuto de Autonomía de Cataluña de 1932 fue dejado sin efecto.
Tras el triunfo en las elecciones de febrero de 1936 del Frente Popular, Companys y los consejeros fueron amnistiados y repuestos en sus cargos. Poco después Josep Dencàs, debido a que sus relaciones con Companys y con Esquerra Republicana eran cada vez más tensas, entre otras razones, por haber sido el único miembro del gobierno de la Generalidad que no estuvo en la cárcel, decidió refundar Estat Català. Dos meses después, en julio de 1936, estalló la guerra civil española pero Estat Català no fue admitido en el Comité Central de Milicias Antifascistas de Cataluña y de hecho Dencàs se vio obligado a abandonar Cataluña rumbo a Italia por la presión de los anarquistas, que dominaban el Comité de Milicias, y del propio Companys. En noviembre de 1936 Estat Català, que hasta entonces había experimentado un importante crecimiento ―tenía como órgano de difusión el Diario de Barcelona―, protagonizó el oscuro episodio del complot contra el presidente Companys que pretendió derribarle, y cuyo fracaso acabó convirtiéndolo en un satélite de Esquerra Republicana de Catalunya.

### Franquismo y Transición Democrática (1939-1980)

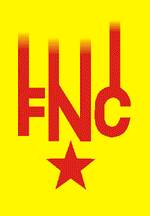
Logo del Front Nacional de Catalunya fundado en 1940.

Tras el final de la Guerra Civil con la derrota de los republicanos, se constituyó en Londres un Consell Nacional de Catalunya (CNC), presidido por Carles Pi i Sunyer, y que al igual que el Consejo Nacional de Euzkadi reivindicó la independencia de Cataluña, integrada en una confederación ibérica formada por cinco o seis estados soberanos, y rechazó, por tanto, el Estatuto de Autonomía de Cataluña de 1932 y la Constitución republicana del que emanaba. El CNC fue reconocido como máxima autoridad política catalana en el exilio.
En abril de 1940 se fundó en el exilio el Front Nacional de Catalunya, que agrupaba a personas procedentes de Esquerra Republicana de Cataluña y de fuerzas independentistas con la finalidad de constituir una plataforma de resistencia a la dictadura franquista hasta que se produjera la victoria de los aliados en la Segunda Guerra Mundial. Así su actividad también se desplegó en el interior de Cataluña realizando algunas acciones espectaculares como el despliegue de señeras en el transbordador aéreo del puerto de Barcelona, así como en la Sagrada Familia, en el Palacio de la Música Catalana y en el estadio de Montjuïc, y la colocación de un artefacto explosivo en el Monumento a la Victoria de Barcelona. Sin embargo, estas actividades cesaron cuando la sección militar del Front fue desarticulada por la policía franquista con la detención de catorce de sus miembros.
En la década de los años 1950 la actividad del Front fue muy reducida, como la de toda la oposición al franquismo, y sólo comenzó a recuperarse a principios de la década siguiente con la entrada en la organización de jóvenes militantes y gracias también al resurgimiento de las reivindicaciones culturales y políticas en Cataluña. En esos momentos el Front se definió como una organización «interclasista de izquierdas, a favor de una acción nacionalizadora enérgica, sostenida y no violenta». Sin embargo poco después algunos militantes influidos por el marxismo, consideraron que el Front se estaba alejando de la realidad del país por lo que acabaron abandonándolo para fundar en 1969 el Partit Socialista d’Alliberament Nacional del Països Catalans (PSAN). En 1973 el PSAN sufrió una escisión encabezada por uno de sus fundadores, Carles Castellanos, que dio nacimiento al PSAN-Provisional, de línea más radical y que tomaba como modelo el IRA-Provisional irlandés.

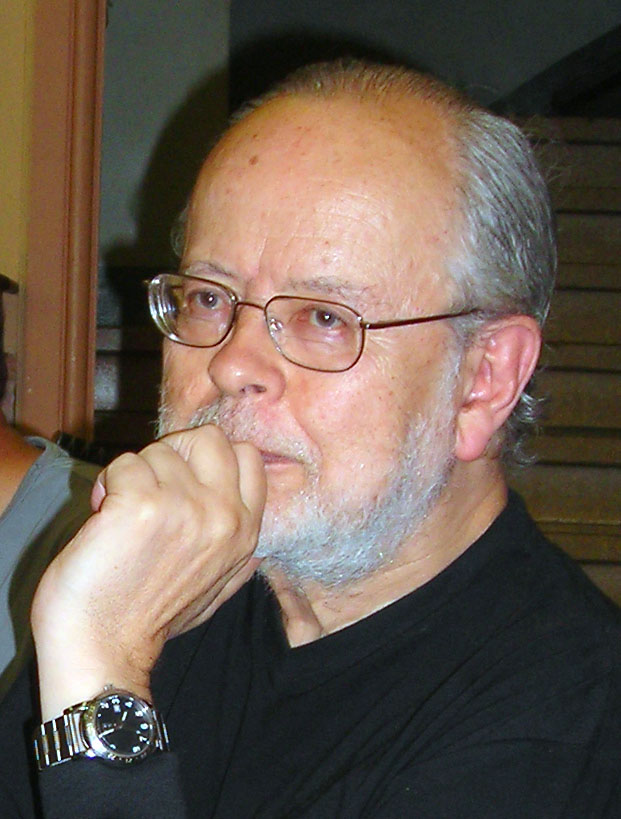
Lluís Maria Xirinacs en 2007.

Durante la transición democrática que siguió a la muerte del dictador Francisco Franco en noviembre de 1975, el independentismo catalán desempeñó un papel muy poco importante porque todas las fuerzas políticas catalanas estaban volcadas en el restablecimiento del Estatuto de Autonomía de 1932. El PSAN encabezó el Bloc d’Esquerra d’Alliberament Nacional (BEAN) que se presentó a las elecciones generales españolas de 1979, las primeras que se celebraban tras la aprobación de la Constitución española de 1978, con una candidatura encabezada por Lluís Maria Xirinacs, pero no resultó elegido aunque obtuvo más de 50 000 votos. Por otro lado, en ese mismo año de 1979, se fundó una nueva fuerza independentista denominada Nacionalistes d’Esquerra integrada por antiguos militantes del PSAN y por personas procedentes de los movimientos feministas, antimilitaristas, homosexuales y ecologistas junto con personalidades del mundo de la cultura. Su propósito principal era conseguir una candidatura unitaria independentista para las primeras elecciones al Parlamento de Cataluña pero no llegó a cristalizar, lo que supuso un duro golpe para los Nacionalistes d’Esquerra y muchos de sus miembros abandonaron la organización ―y los que no lo hicieron acabaron fundando años más tarde la Entesa dels Nacionalistes d’Esquerra, integrada finalmente en Iniciativa per Catalunya―. Por su parte el BEAN se disolvió en 1982.
También fue durante la Transición, concretamente en 1978, cuando apareció Terra Lliure, una organización independentista que a semejanza de ETA en Euskadi propugnaba la violencia política para alcanzar sus objetivos y que sucedió a otra organización terrorista denominada Exèrcit Popular Català (EPOCA). Terra Lliure llevará a cabo en los años siguientes más de 200 atentados terroristas, en uno de los cuales resultó muerta una persona.

### «Pujolismo» y «Tripartit» (1980-2010)
A principios de 1981 nació la Crida a la Solidaritat, un movimiento surgido como respuesta al Manifiesto de los 2300 ―tomó el nombre de su manifiesto fundacional titulado Crida a la Solidaritat en Defensa de la Llengua, la Cultura i la Nació Catalanes―, y que en marzo de 1982 organizó una gran manifestación en Barcelona en contra de la LOAPA bajo el lema «Som una nació» (‘Somos una nación’). Tres años después, en 1984, el PSAN y el PSAN-Provisional impulsaban el Moviment de Defensa de la Terra, que estará en el origen de las Candidatures d’Unitat Popular (las CUP).

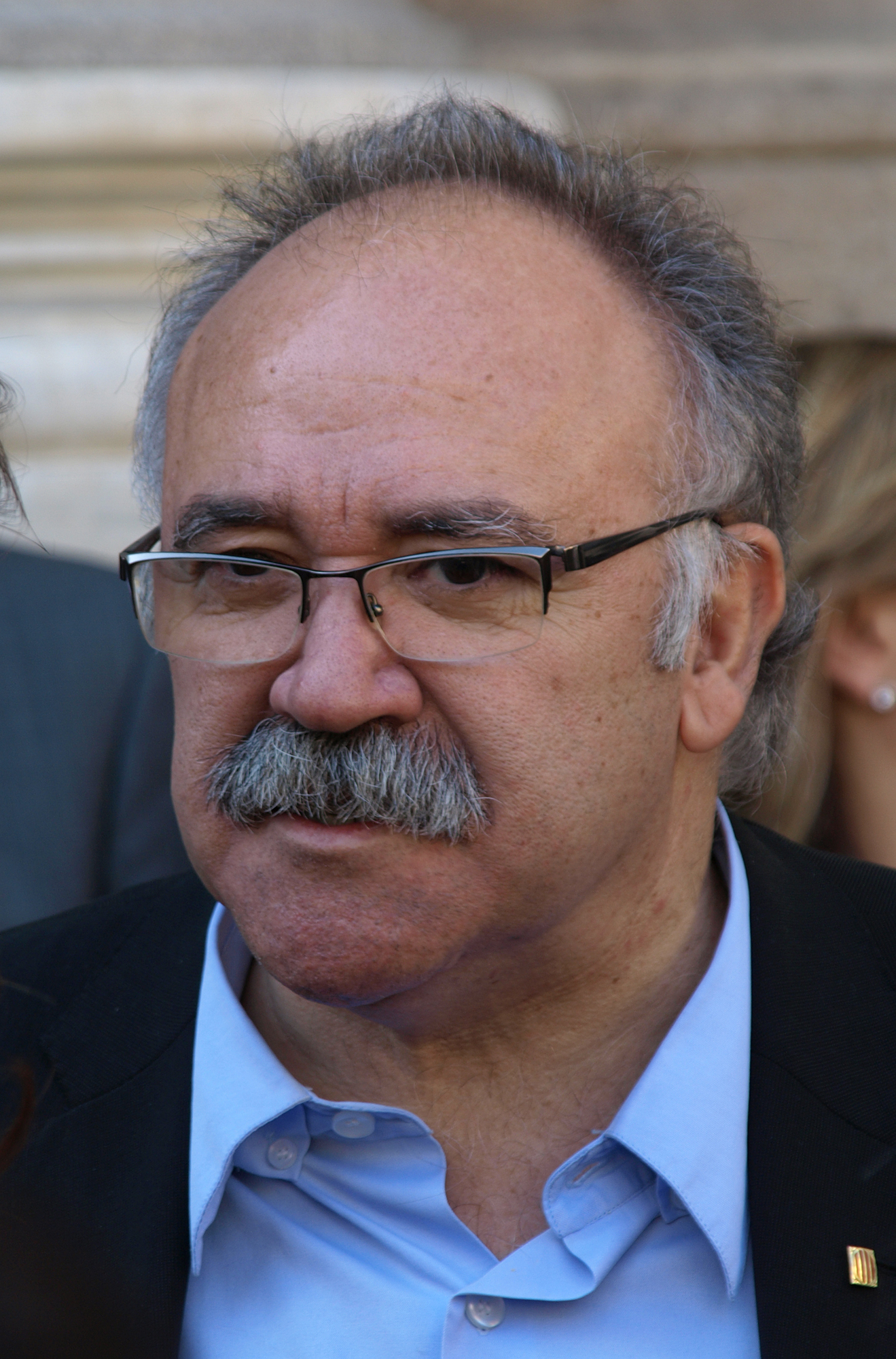
Josep Lluís Carod Rovira, sustituyó a Ángel Colom en 1996 al frente de ERC.

En 1989 se produjo el «giro independentista» de Esquerra Republicana de Catalunya ―un partido hasta entonces muy condicionado por su alianza con CiU, la federación encabezada por el presidente de la Generalidad Jordi Pujol― como consecuencia de la entrada en el mismo de militantes procedentes del PSAN y de Nacionalistes d’Esquerra, como Josep Lluís Carod Rovira, o de la Crida a la Solidaritat, como Àngel Colom, quien asumió la secretaría general del partido.

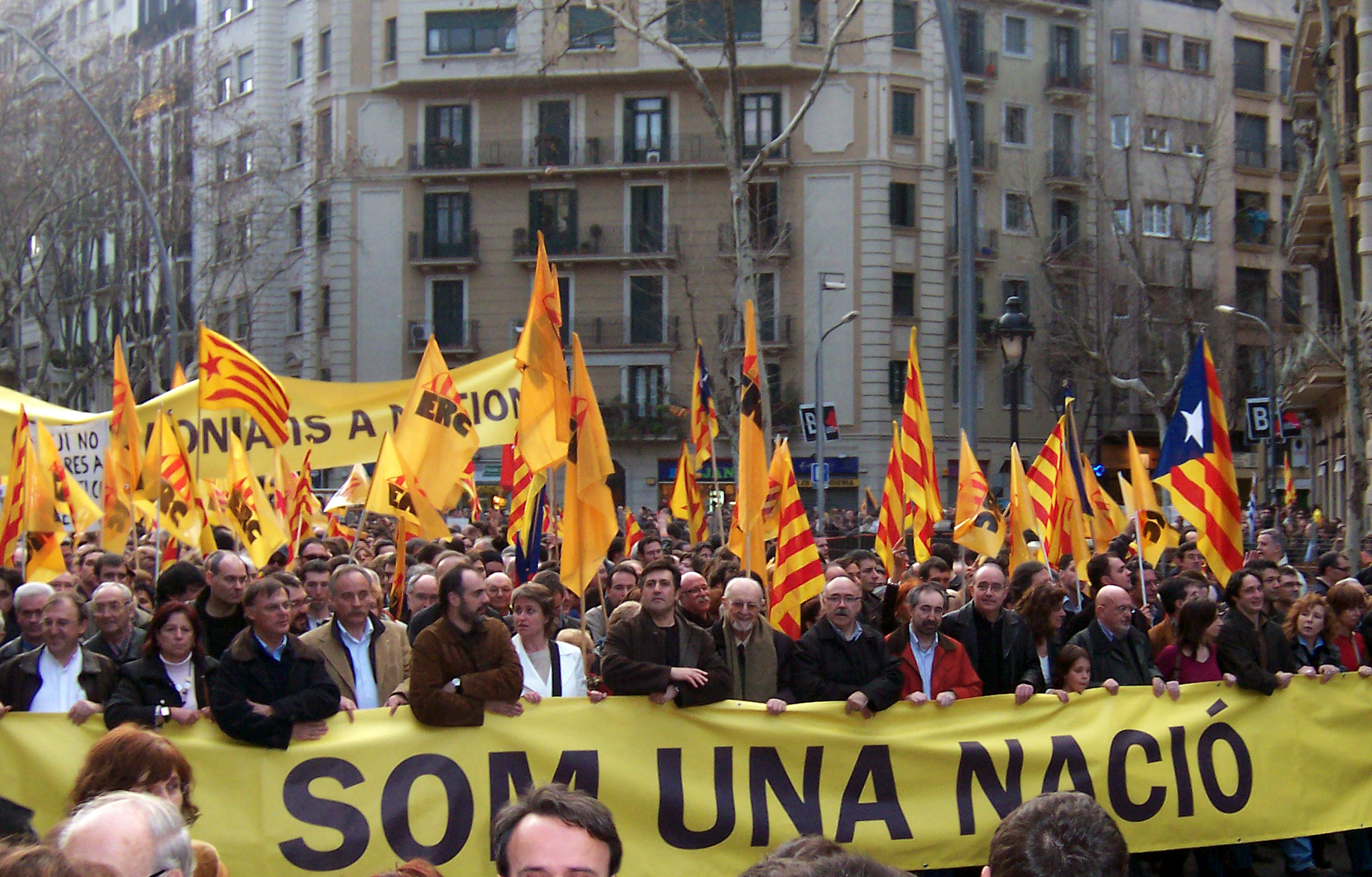
Manifestación «Som una nació i tenim el dret de decidir» convocada en Barcelona el 18 de febrero de 2006 por la Plataforma por el Derecho a Decidir y respaldada por Esquerra Republicana de Cataluña (ERC) para oponerse a los cambios introducidos por el Congreso de los Diputados en el proyecto de nuevo Estatuto de Autonomía aprobado por el Parlamento de Cataluña. En el centro el secretario general de ERC Josep Lluís Carod Rovira. Esta manifestación está considerada como el punto de inicio del procés soberanista en Cataluña.

Los 23 años de «pujolismo» terminaron en 2003 cuando tras las elecciones al Parlamento de Cataluña de 2003 se formó un gobierno de coalición «tripartito» de izquierdas integrado por el Partit dels Socialistes de Catalunya (PSC), Esquerra Republicana de Catalunya (ERC) e Iniciativa per Catalunya-Verds (ICV) y presidido por el socialista Pasqual Maragall, con el independentista y líder de ERC Josep Lluís Carod Rovira como consejero primero del Gobierno de Cataluña. El tripartito se fijó como principal objetivo elaborar un nuevo Estatuto de Autonomía que ampliara el autogobierno catalán que fue aprobado por el Parlamento de Cataluña el 30 de septiembre de 2005 con los votos de todos los grupos excepto el de los diputados del Partido Popular.
Durante su tramitación en el Congreso de Diputados el proyecto enviado por el Parlamento de Cataluña sufrió importantes cambios que rebajaron su «soberanismo» a los Esquerra Republicana se opuso por lo que cuando tras su aprobación por las Cortes en Madrid fue sometido a referéndum el 18 de junio de 2006 pidió el ‘NO’, como el Partido Popular, aunque por razones completamente opuestas.
En junio de 2010, después de cuatro años de deliberaciones, el Tribunal Constitucional publicó la sentencia del Tribunal Constitucional sobre el Estatuto de Autonomía de Cataluña de 2006 ―respondiendo a un recurso de inconstitucionalidad interpuesto por el Partido Popular―, que supuso un duro golpe a las aspiraciones del nacionalismo catalán en temas tan sensibles como la identidad «nacional», la lengua, la administración de justicia o la posibilidad de disponer de una Hacienda propia. Así a partir de su publicación se produjo un crecimiento espectacular del independentismo en Cataluña, cuando doce años antes, según una encuesta publicada en 1998, solo el 17 % de los entrevistados prefería la independencia.

### El «procés» soberanista (2010-2018)

#### El crecimiento del independentismo y el proceso hacia la «consulta» del 9 de noviembre de 2014

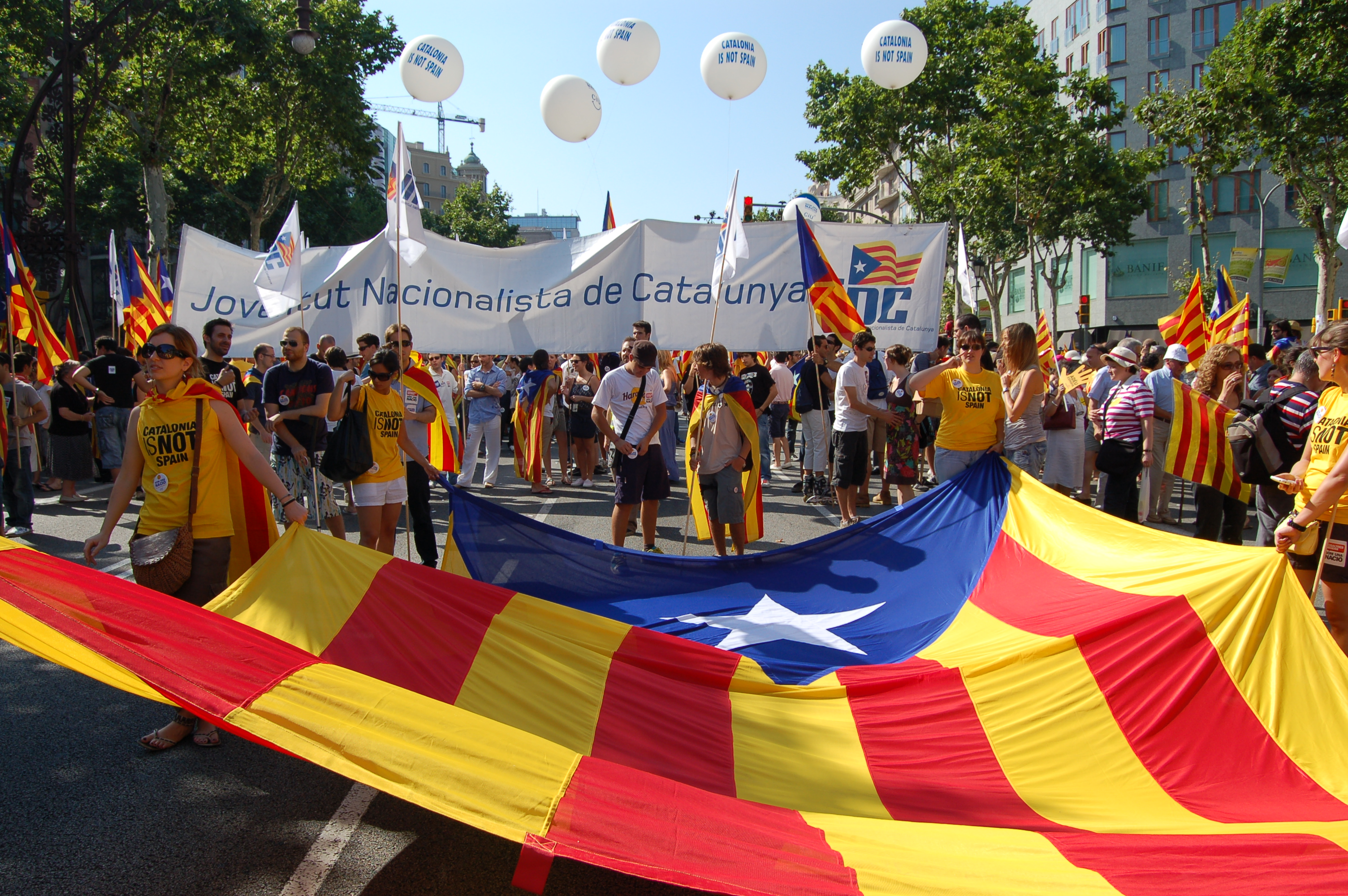
Manifestación "Som una nació. Nosaltres decidim" celebrada en Barcelona el 10 de julio de 2010 en respuesta a la sentencia del Tribunal Constitucional sobre el Estatuto de Autonomía de Cataluña de 2006.

El cambio del escenario político catalán que trajo consigo la sentencia del Constitucional se pudo comprobar solo pocos días después cuando el 10 de julio de 2010 se celebró en Barcelona una gran manifestación de rechazo a la misma con el lema Som una nació, nosaltres decidim, que derivó en un plebiscito a favor de la independencia. Cuatro meses después se celebraron las elecciones al parlamento catalán que ganó CiU, aunque sin alcanzar la mayoría absoluta, y su líder Artur Mas fue investido como nuevo presidente de la Generalidad de Cataluña. La gran sorpresa de las elecciones fue la irrupción de Solidaritat Catalana per la Independència, encabezada por el expresidente del F.C. Barcelona, Joan Laporta, que consiguió cuatro escaños.

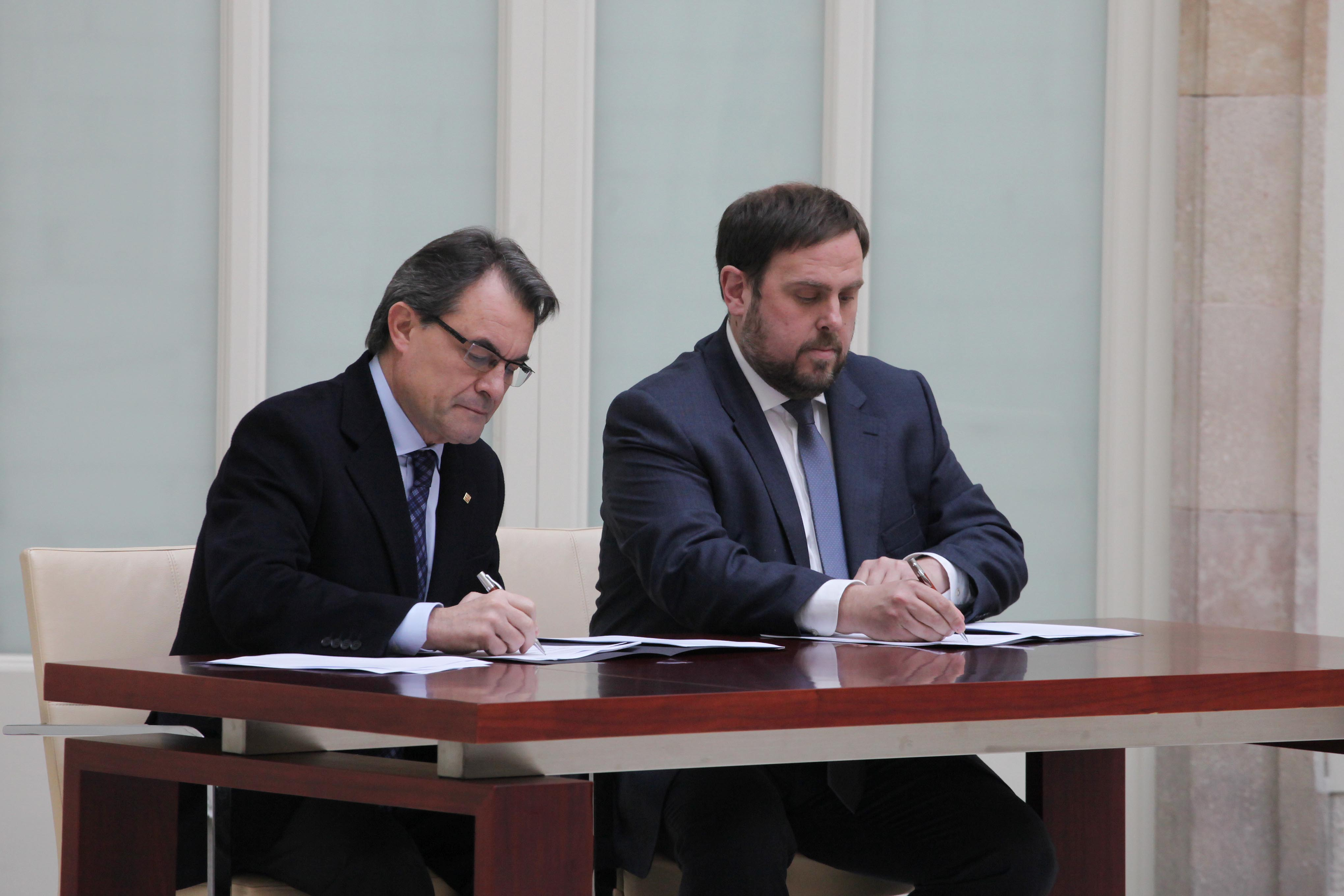
El president Artur Mas y el líder de ERC Oriol Junqueras firman el 19 de diciembre de 2012 un Acord per a la transició nacional (o Pacte per la Llibertat) por el que se comprometen a convocar una consulta para que el «pueblo de Cataluña» pueda decidir si quiere constituirse en un «nuevo Estado en Europa».

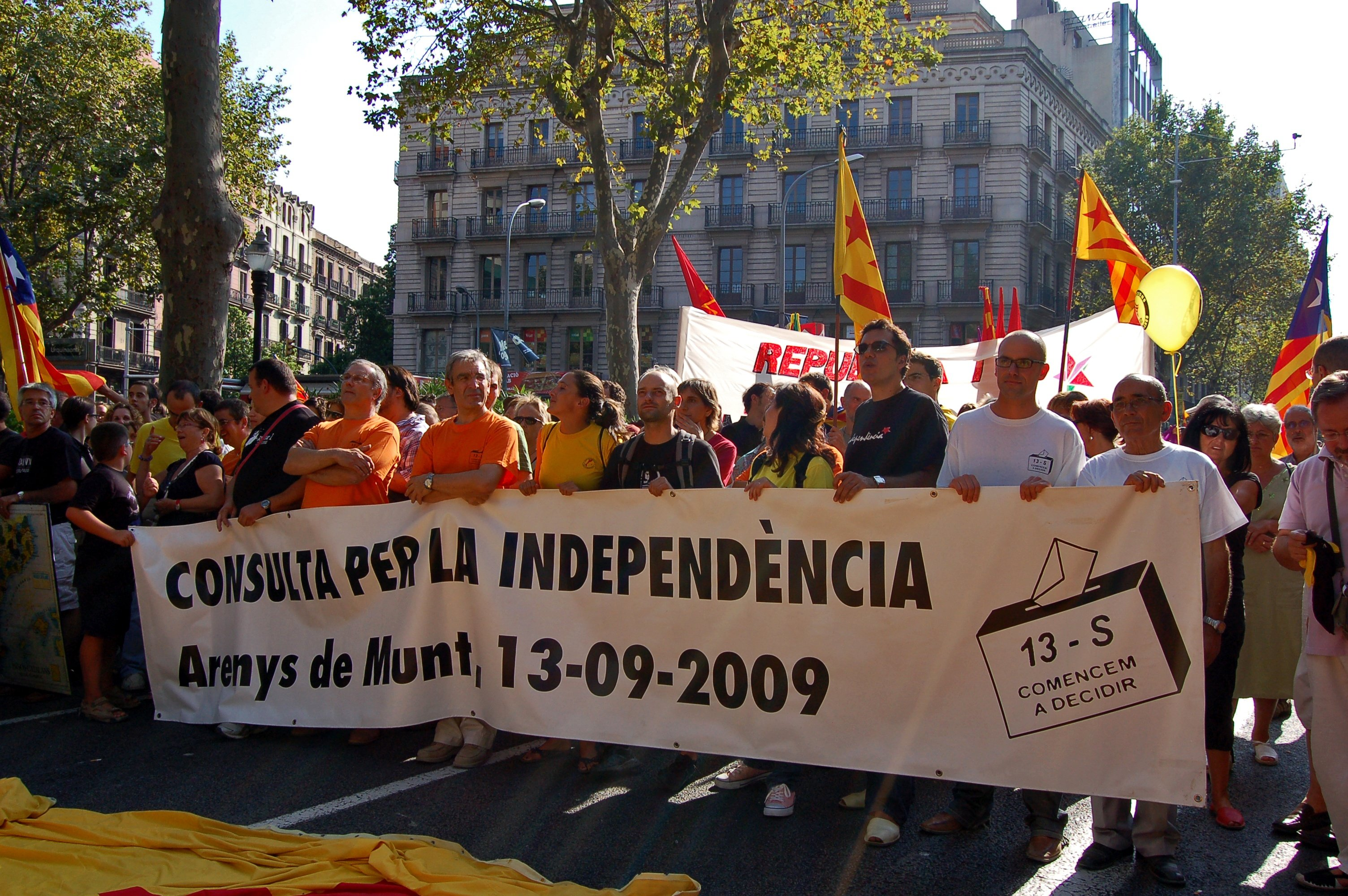
Pancarta de la consulta sobre la independencia de Catalunya en Arenys de Munt durante la Diada del 11 de septiembre de 2009.

La gran eclosión del independentismo se produjo en la multitudinaria manifestación celebrada en Barcelona el 11 de septiembre de 2012, Día de Cataluña, con el lema Catalunya, nou estat d'Europa y que no estuvo organizada por los partidos políticos sino por la nueva entidad independentista Asamblea Nacional Catalana. El enorme éxito de la manifestación sorprendió tanto a los políticos como a los medios de comunicación dentro y fuera de Cataluña. Sin embargo, no era la primera iniciativa que pretendía situar la cuestión de la independencia en el centro del debate político en Cataluña. A finales de 2009 se habían iniciado las consultas locales sobre la independencia ― la primera se celebró el 13 de septiembre en Arenys de Munt―, el 14 de diciembre de 2011 se había fundado la Associació de Municipis per la Independència (AMI) y el 10 de marzo del año siguiente la Assemblea Nacional Catalana, estas últimas dos organizaciones fundamentales para el proceso soberanista catalán.
El impacto de la gran manifestación del 11 de septiembre de 2012 se pudo comprobar enseguida cuando dos semanas después el Parlamento de Cataluña aprobaba una resolución en la que instaba al gobierno catalán la celebración de una «consulta» en la que «el pueblo de Cataluña pueda determinar libre y democráticamente su futuro colectivo». A continuación el presidente de la Generalidad de Cataluña Artur Mas adelantó las elecciones al Parlamento de Cataluña previstas para 2014 y estas se celebraron el 25 de noviembre. En ellas CiU se presentó con un programa electoral en el que abandonó el marco autonómico al proponer un proceso de «transición nacional» en el que se pondrían en marcha «estructuras de estado» que constituirían el primer paso para la consecución de la independencia de Cataluña.
En las elecciones del 25 de noviembre de 2012, aunque CiU sufrió un descalabro ―perdió 12 escaños―, las fuerzas políticas «soberanistas» consiguieron la mayoría absoluta —ERC obtuvo 11 diputados más e ICV 3 más, y entró en el ‘’Parlament’’ la CUP que consiguió tres diputados―. Así el 23 de enero de 2013 el Parlamento de Cataluña aprobó la «Declaración de Soberanía y del derecho a decidir del Pueblo de Cataluña» cuyo artículo primero —que declaraba al «pueblo de Cataluña» «sujeto político y jurídico soberano»— anuló el Tribunal Constitucional en marzo del año siguiente.
El 11 de septiembre de 2013 una gran cadena humana unió de norte a sur el territorio de Cataluña en la que se llamó la «Vía Catalana hacia la Independencia» y tres meses después, el 12 de diciembre, los partidos defensores de celebrar una «consulta» al «pueblo de Cataluña» (CiU, ERC, ICV y CUP) acordaron la pregunta («¿Quiere que Cataluña sea un Estado?» y «En caso afirmativo, ¿quiere que este Estado sea independiente?») y la fecha de la misma, fijada para el 9 de noviembre de 2014. Precisamente el apoyo a la «consulta del 9-N» fue el lema fundamental de la gran manifestación del 11 de septiembre de 2014 consistente en formar una enorme “V” en dos de las principales avenidas de Barcelona.

#### El «proceso participativo» del9-Ny la convocatoria de elecciones «plebiscitarias» para septiembre de 2015

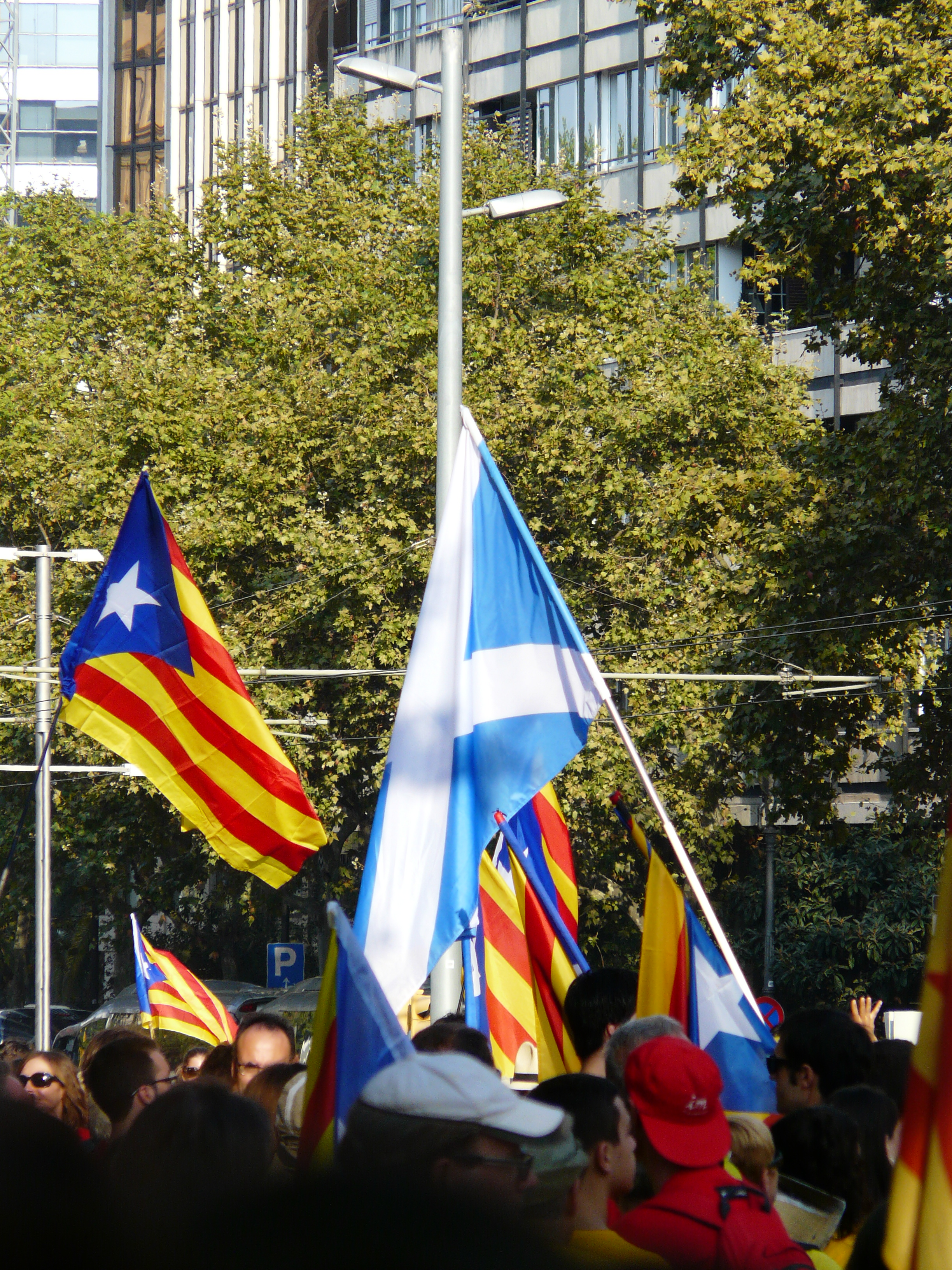
Banderas independentistas catalanas junto con una bandera escocesa durante la manifestación de la V catalana del 11 de septiembre de 2014.

El 27 de septiembre de 2014 el presidente de la Generalidad de Cataluña, Artur Mas, firmó el decreto de convocatoria de la Consulta sobre el futuro político de Cataluña 2014, pero el gobierno de Mariano Rajoy reaccionó inmediatamente y presentó un recurso ante el Tribunal Constitucional que lo admitió a trámite por lo que el 29 de septiembre quedaron suspendidos cautelarmente el decreto y la Ley de Consultas de Cataluña que lo amparaba. Sin embargo el 9 de noviembre se celebró el proceso participativo sobre el futuro político de Cataluña de 2014 gracias a colaboración de más de 40.000 voluntarios y sin que se produjeran incidentes. La participación se situó en torno al 41 % del censo ―votaron 2.344.828 personas― y ganó el Sí-Sí ―es decir, la opción favorable a la independencia― con 1 897 274 votos, lo que supuso el 80 % de los sufragios.
El 25 de noviembre de 2014, cuatro días después de que la fiscalía hubiera presentado una querella contra él por la celebración del «proceso participativo», Mas presentó su plan para conseguir la independencia de Cataluña en 18 meses, y el 14 de enero anunció el adelanto de las elecciones autonómicas para el día 27 de septiembre de 2015 y que éstas tendrían un carácter «plebiscitario» sobre la independencia de Cataluña.
La opción claramente independentista por la que había optado Convergència Democràtica de Catalunya (CDC) acabó rompiendo la coalición Convergència i Unió (CiU) porque Unió Democràtica de Catalunya seguía siendo partidaria de la vía «pactista» y del «autonomismo». Así, el 22 de junio de 2015 los consejeros de Unió abandonaron el gobierno de la Generalidad y la federación quedó disuelta. A partir de entonces CDC aumentó la presión sobre Esquerra Republicana para que integraran una candidatura conjunta a las elecciones «plebiscitarias» del 27 de septiembre, llegándose a un acuerdo el 20 de julio. Así nació la «llista de país» que se llamó «Junts pel Sí». A ella se sumaron también destacados miembros de las entidades soberanistas, como Carme Forcadell, presidenta de la Asamblea Nacional Catalana, o Muriel Casals, presidenta de Omnium Cultural.

#### De las elecciones plebiscitarias de 2015 a la Declaración Unilateral de Independencia del 27 de octubre de 2017

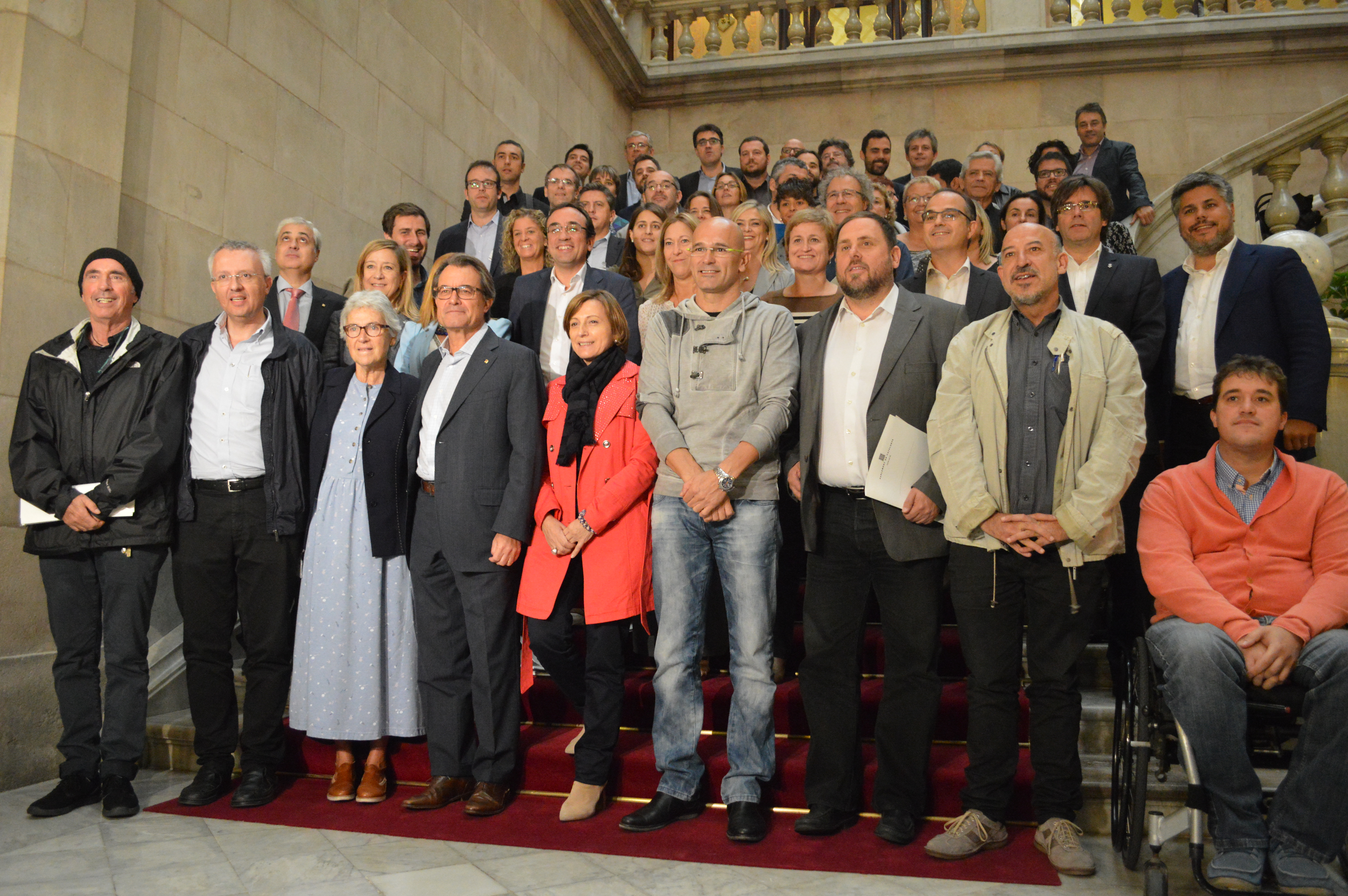
Grupo parlamentario de Junts pel Sí. En primera fila y en el centro Muriel Casals, Artur Mas, Carme Forcadell, Raül Romeva (cabeza de lista por Barcelona), Oriol Junqueras y Germà Bel (cabeza de lista por Tarragona). En el extremo izquierdo Lluís Llach (cabeza de lista por Gerona).

En las elecciones «plebiscitarias» del 27 de septiembre de 2015 la fuerza política más votada fue Junts pel Sí. Consiguió el 39,59% de los votos y 62 escaños que sumados a la otra fuerza independentista, la CUP con el 8,21 % de los votos y 10 diputados, suponían la mayoría absoluta en el Parlamento, aunque entre las dos candidaturas no alcanzaron el 50 % de los sufragios ―consiguieron el 47,8 %―.
El 9 de noviembre, justo el día en que se iba iniciar el debate de investidura de Artur Mas para la presidencia de la Generalidad, el Parlamento de Cataluña aprobó con los votos de los 72 diputados independentistas una resolución en la que se proclamaba el inicio del proceso de independencia de Cataluña ―el «proceso de desconexión democrática» con España, que duraría 18 meses―. El gobierno de Mariano Rajoy interpuso inmediatamente un recurso ante el Tribunal Constitucional y este lo admitió a trámite el día 11 con lo que la resolución quedó suspendida.

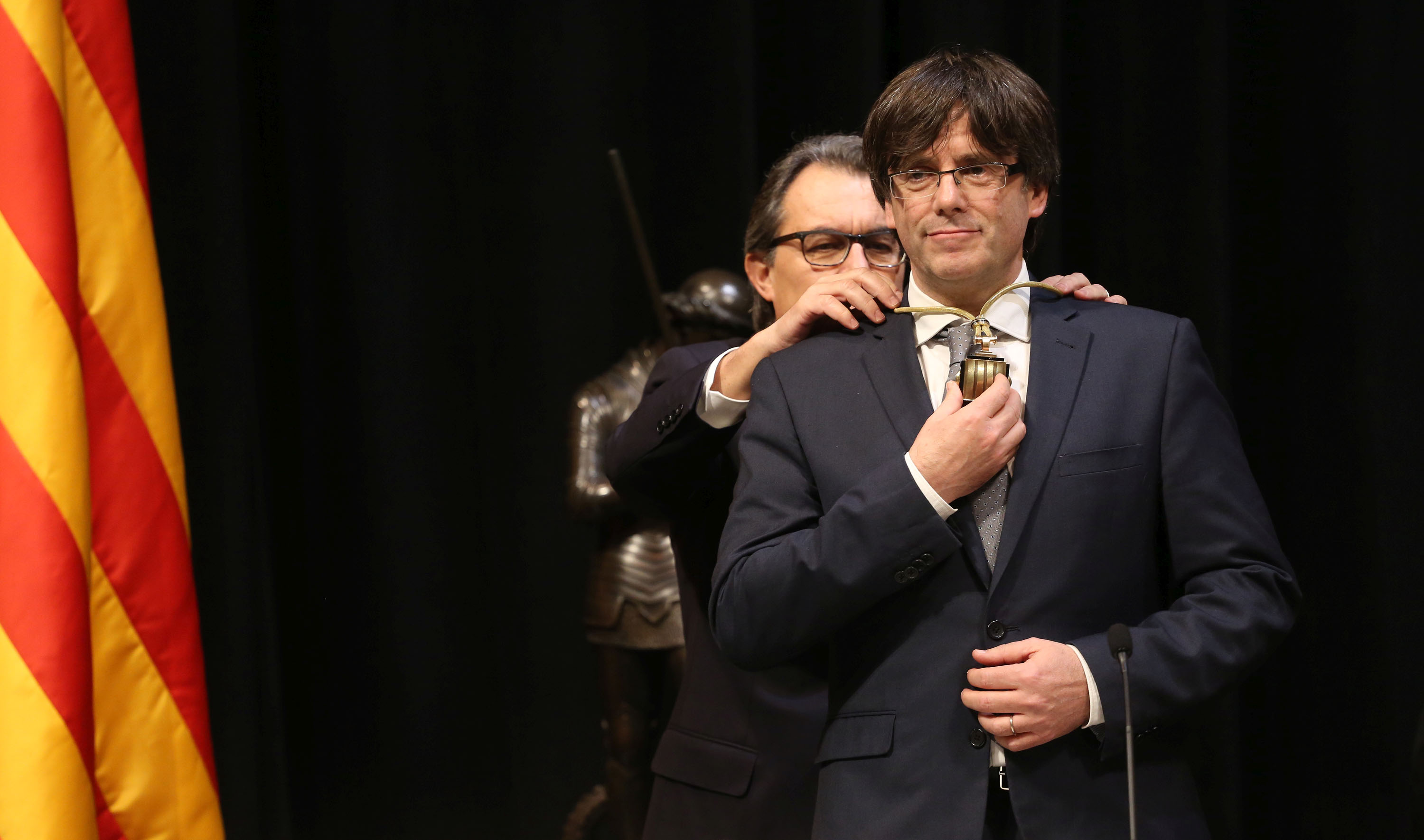
Artur Mas coloca la medalla de Presidente de la Generalidad a su sucesor en el cargo Carles Puigdemont, el 12 de enero de 2016.

En cuanto a la investidura de Artur Mas, esta resultó fallida porque la CUP no la apoyó aunque abrió la puerta al acuerdo si Junts pel Sí presentaba otro candidato. Así, cuando a principios de enero de 2016 estaba a punto de cumplirse el plazo de dos meses para que se tuvieran que convocar nuevas elecciones, Artur Mas renunció a la investidura, proponiendo como su sustituto a Carles Puigdemont, que sí recibió el voto favorable de la CUP, por lo que pasó a ser el nuevo presidente de la Generalidad. En su discurso de investidura Puigdemont reiteró el compromiso de conseguir la independencia de Cataluña en año y medio. Sin embargo, meses después Puigdemont cambió el plan previsto y propuso la celebración de un referéndum de autodeterminación en el que el «pueblo catalán» decidiera si quería convertirse en un Estado independiente en forma de República. La fecha fijada para su celebración fue el 1 de octubre de 2017.
El 6 de septiembre de 2017 el Parlamento de Cataluña aprobó la Ley del Referéndum entre las protestas de los grupos «constitucionalistas» ―Ciudadanos, Partit dels Socialistes de Catalunya y Partido Popular― que consideraban la ley contraria al Estatut y a la Constitución por lo que abandonaron el pleno en el momento de la votación. El gobierno de Mariano Rajoy presentó un recurso ante el Tribunal Constitucional que al ser admitido a trámite supuso la suspensión de la ley, pero a pesar de todo el "govern" de Puigdemont mantuvo la convocatoria del referéndum. Entonces el presidente Rajoy aseguró que el referéndum no se celebraría y que utilizaría todos los instrumentos de los que disponía el Estado para impedirlo.
A pesar de todas las medidas tomadas por el gobierno, el referéndum se acabó celebrando el domingo 1 de octubre, aunque sin ningún tipo de garantías. En las primeras horas se produjo la intervención de guardias civiles y de policías nacionales en varios colegios electorales para intentar impedir la votación y las imágenes de las cargas policiales dieron la vuelta al mundo. Cinco días más tarde la Generalidad facilitó los resultados, sin que hubieran sido verificados por ningún órgano independiente: votó el 43 % del censo, es decir, 2 286 217 personas, de las que 2 044 038 votaron ‘SÍ’, lo que suponía el 90 % de los sufragios.
Dos días después de la celebración del referéndum el rey Felipe VI calificó la actuación de la Generalidad como de «deslealtad inadmisible a los poderes del Estado». Ese mismo 3 de octubre se había celebrado en Cataluña un «Paro de País» como protesta por la actuación policial durante la jornada del referéndum. Y a causa de la inseguridad jurídica que abría la posible declaración de independencia muchas empresas catalanas comenzaron a trasladar su sede social fuera de Cataluña.

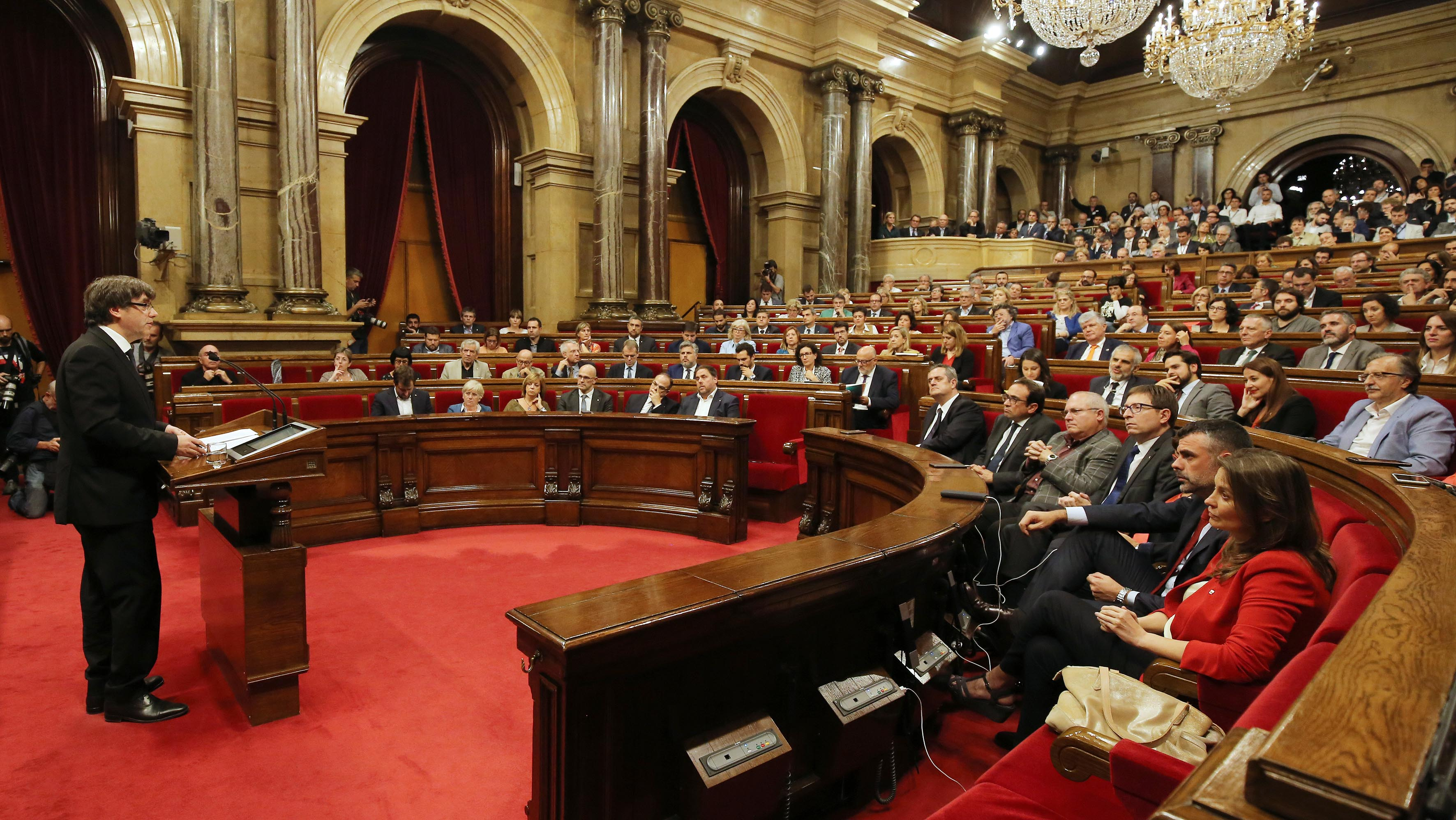
Discurso de Carles Puigdemont el 10 de octubre de 2017 en el Parlamento de Cataluña en el que "suspendió los efectos de la declaración de independencia"

En cumplimiento de la Ley de Referéndum, aunque con algunos días de retraso, Carles Puigdemont comunicó el 10 de octubre al pleno del Parlamento de Cataluña que asumía «el mandato del pueblo de que Cataluña se convierta en un Estado independiente en forma de república» para añadir a continuación que proponía suspender «los efectos de la declaración de independencia para que en las próximas semanas emprendamos el diálogo». El gobierno de Rajoy anunció entonces que ponía en marcha los mecanismos previstos para aplicar en Cataluña el artículo 155 de la Constitución, lo que supondría la suspensión de la autonomía.

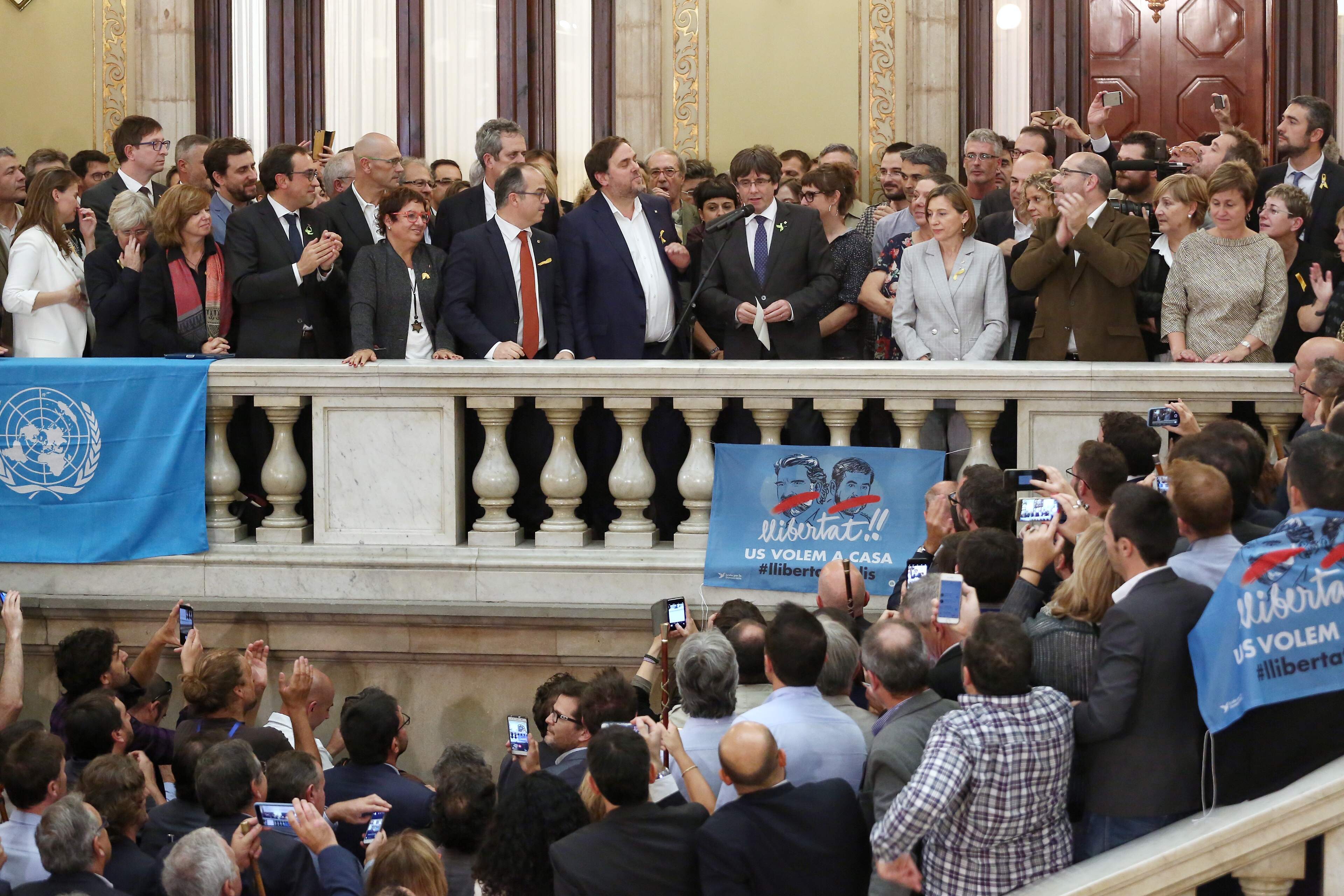
El presidente Puigdemont, rodeado por los miembros del gobierno de Cataluña se dirige a los alcaldes catalanes reunidos en el interior del edificio del parlamento autonómico inmediatamente después de que el pleno aprobara la declaración de independencia de Cataluña.27 de octubre de 2017.

Ante el riesgo de que la autonomía de Cataluña fuera intervenida por el gobierno central, Carles Puigdemont sopesó el jueves 26 de octubre la posibilidad de convocar elecciones autonómicas y suspender así la posible proclamación de la independencia prevista para el pleno del Parlamento de Cataluña que se iba a celebrar al día siguiente, pero cuando ya parecía convencido de que esa era la mejor opción ―llegó a convocar a los medios para comunicarles la noticia― se echó para atrás, según dijo, por la «falta de garantías» por parte del Estado de que no aplicaría el 155 si convocaba elecciones.
Así que al día siguiente, viernes 27 de octubre, el Parlamento de Cataluña aprobó en votación secreta una resolución que incluía la declaración de independencia de Cataluña. Los grupos "constitucionalistas" ―Ciudadanos, PSC y PP― se ausentaron de la cámara en señal de protesta mientras que la mayoría de los diputados de Catalunya Sí que es Pot votaron en contra. Casi al mismo tiempo el Senado aprobaba en Madrid la aplicación del artículo 155 en Cataluña.

#### De la intervención de la autonomía de Cataluña a la ruptura de la unidad del independentismo (2017-2022)
El mismo viernes 27 de octubre a última hora de la tarde el gobierno central acordaba la destitución de Puigdemont y de todo el gobierno de Cataluña y la asunción de sus funciones, y Mariano Rajoy, asumiendo las del presidente de la Generalidad, convocaba elecciones al Parlamento de Cataluña para el 21 de diciembre. Poco después la Fiscalía General del Estado presentaba una querella ante la Audiencia Nacional contra Puigdemont y todos los consejeros por la declaración unilateral de independencia, y ante el Tribunal Supremo contra la presidenta del Parlament Carme Forcadell y los miembros de la mesa por haber admitido a trámite la moción en la que se declaraba aquella.

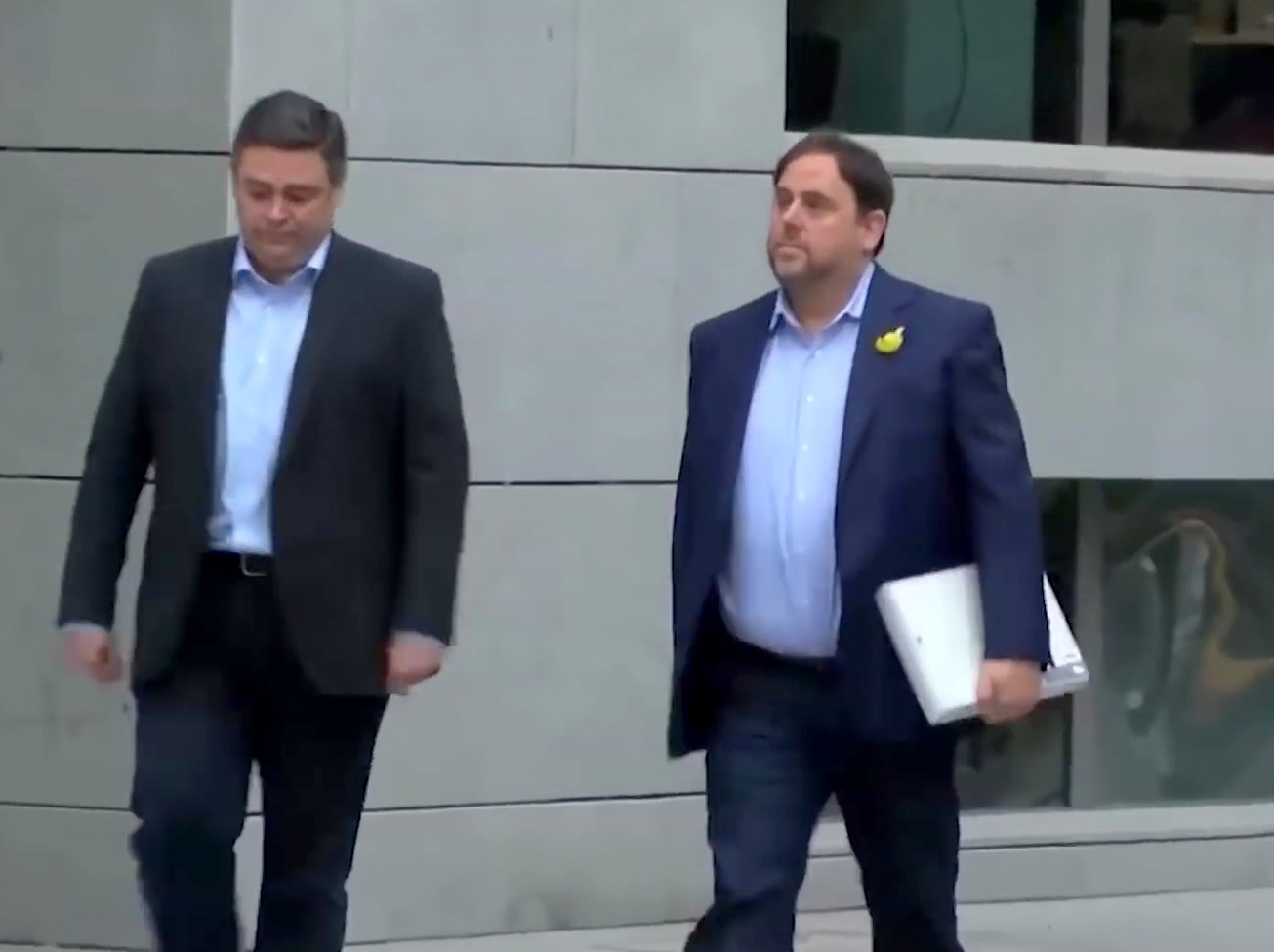
Oriol Junqueras (derecha) acompañado de su abogado se dirige a declarar ante la juez de la Audiencia Nacional Carmen Lamela, quien decretará su prisión incondicional. Madrid, 2 de noviembre de 2017.

El domingo 29 de octubre Carles Puigdemont y cuatro consejeros del gobierno cesado huían a Bruselas para evitar comparecer ante la Audiencia Nacional mientras que el exvicepresidente Oriol Junqueras y el resto de consejeros sí se presentaron el jueves 2 de noviembre ante la juez de la Audiencia Nacional Carmen Lamela, quien tras tomarles declaración decidió su ingreso en prisión incondicional, excepto en el caso del exconsejero Santi Vila, que pudo salir de prisión al día siguiente tras el pago de una fianza.
Por su parte el juez del Tribunal Supremo Pablo Llarena, que se ocupaba de la instrucción del caso contra la presidenta del parlamento autonómico y los miembros de la mesa investigados, acordó su puesta en libertad condicional, aunque Carme Forcadell estuvo unas horas en la cárcel hasta que pagó al día siguiente la fianza que le impuso el juez. Cuando más tarde asumió la causa de la Audiencia Nacional contra el gobierno de Cataluña puso en libertad con fianza a todos los exconsejeros menos al vicepresidente Oriol Junqueras y al exconsejero de Interior Joaquim Forn. Asimismo suspendió la euroorden que pesaba contra el expresidente Puigdemont y los otros cuatro exconsejeros huidos, pero manteniendo la orden de detención española, para que pudieran ser juzgados por los mismos delitos que los encausados en España.

Logo de Junts per Catalunya, la candidatura encabezada por el expresidente Carles Puigdemont con el respaldo legal del PDeCAT.

Como estaba previsto, el 21 de diciembre de 2017 se celebraron las elecciones convocadas por el presidente Rajoy en virtud de la aplicación del artículo 155, que las fuerzas políticas independentistas calificaron de «ilegales e ilegítimas», pero a las que acabaron presentándose. La participación fue la más alta de las registradas hasta entonces ―rondó el 80%― y, aunque la fuerza política más votada fue Ciudadanos, que consiguió más de un millón de votos y 36 escaños ―era la primera vez que un partido no nacionalista catalán ganaba unas elecciones al Parlamento de Cataluña―, los partidos independentistas (Junts per Catalunya, Esquerra Republicana de Catalunya y la Candidatura d'Unitat Popular, CUP) consiguieron la mayoría absoluta al sumar 70 diputados en total ―consiguieron el 47,49% de los votos―.

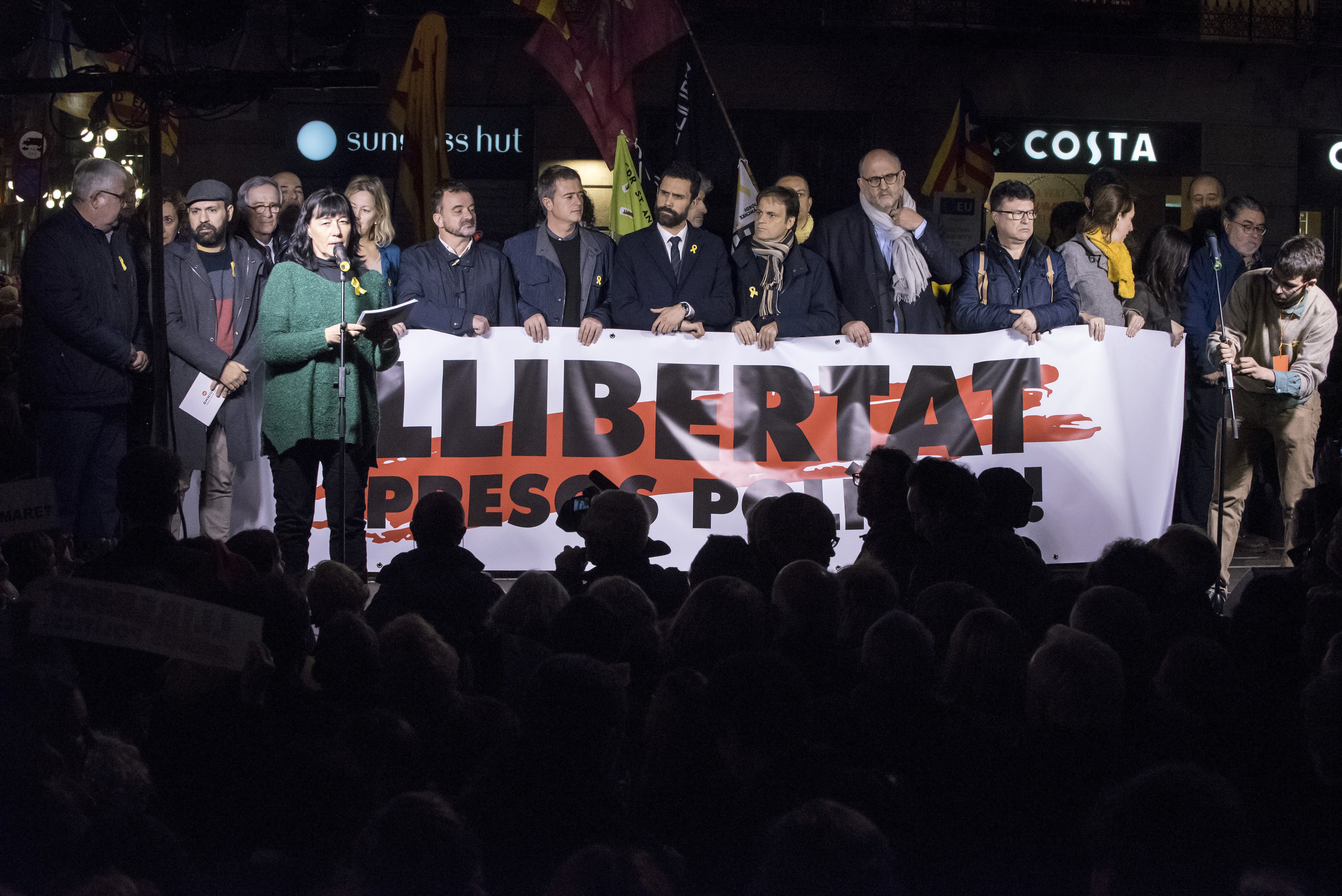
Roger Torrent, presidente del Parlamento de Cataluña, en un acto para pedir la libertad de los "presos políticos" Oriol Junqueras, Joaquim Forn, Jordi Sánchez y Jordi Cuixart. Aparece en el centro sosteniendo la pancarta Presos polítics. Llibertat.

El nuevo Parlament surgido de las elecciones del 21-D se constituyó el 17 de enero de 2018, resultando elegido nuevo presidente de la cámara Roger Torrent, de Esquerra Republicana de Catalunya ―la mesa del Parlament que se constituyó en la misma sesión contaba con mayoría independentista―.
Tres días después Torrent propuso como candidato a la presidencia de la Generalidad al cabeza de lista de Junts per Catalunya, el expresident Carles Puigdemont, que continuaba en Bruselas y que seguía considerándose a sí mismo como el presidente «legítimo» de Cataluña. Pero su investidura no fue posible porque el Tribunal Constitucional advirtió al presidente y a la mesa del Parlament que el candidato tenía que estar presente en la cámara y haber obtenido el permiso para asistir del juez Pablo Llarena que llevaba su caso en el Tribunal Supremo. Torrent acató la decisión del Tribunal Constitucional y aplazó el pleno de investidura el mismo día 30 de enero en que estaba prevista su celebración siendo criticado por Junts per Catalunya y la CUP que pretendían que se aceptara la «presencia» de Puigdemont en el debate de investidura por vía telemática o por delegación de la lectura de su discurso en algún otro diputado, y a continuación proceder a la votación.

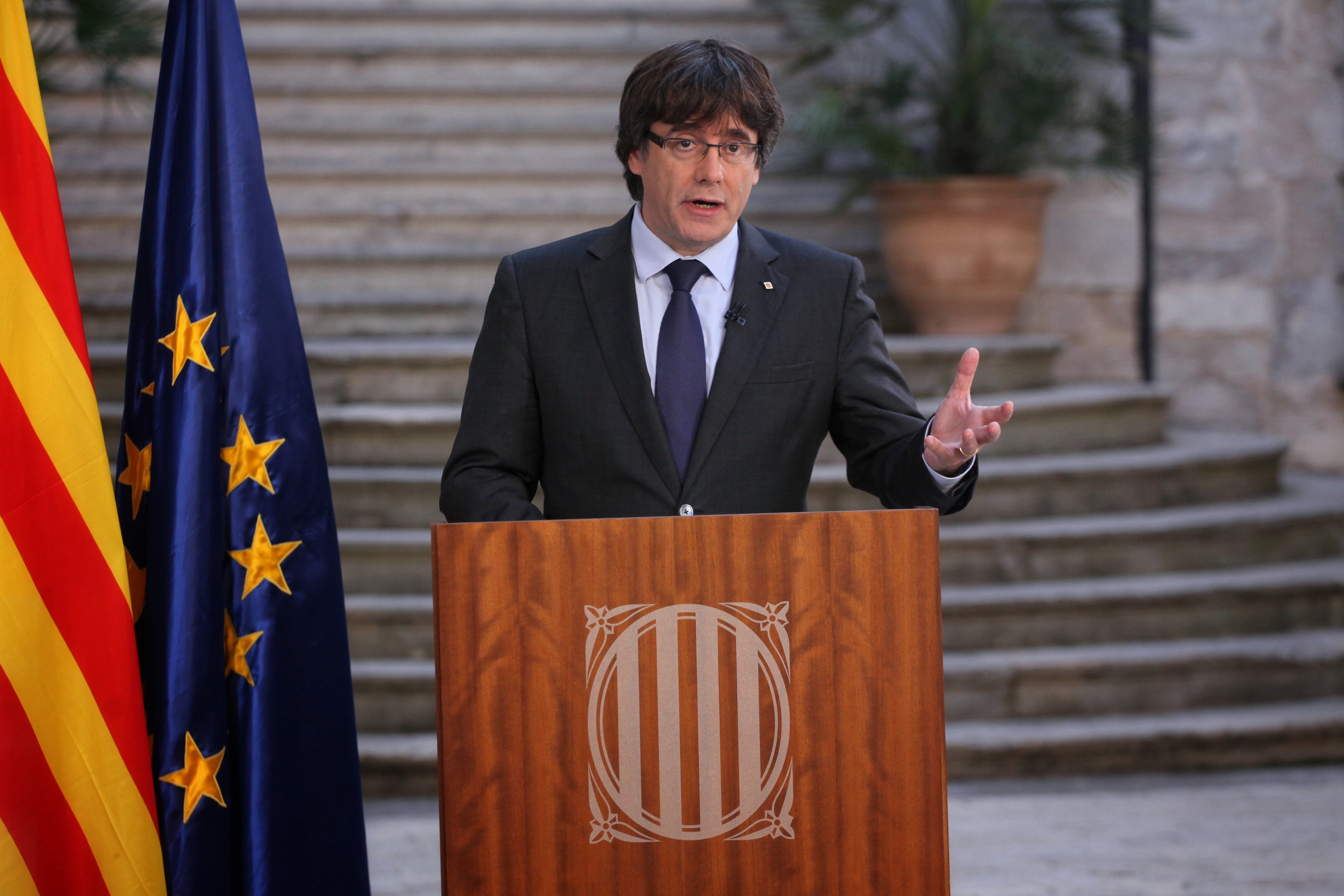
El president Puigdemont al día siguiente de la proclamación de independencia pronunciando un discurso por televisión desde Gerona. El discurso estaba grabado y cuando fue emitido Puigdemont estaba comiendo con unos amigos en un céntrico restaurante de Gerona.

Se tardó más de un mes para que Esquerra Republicana y Junts per Cataluña encontraran una salida a la situación de bloqueo de la investidura. Así el 1 de marzo de 2018, poco después de que el Parlament aprobara una moción en la que se denunciaba la «destitución ilegal e ilegítima» de Carles Puigdemont como presidente de la Generalidad, este anunciaba desde Bruselas que renunciaba «provisionalmente» a ser el candidato a la investidura y proponía a Jordi Sánchez Picanyol, número 2 de la lista de Junts per Catalunya y entonces en prisión, como su sustituto.
Sin embargo, el juez del Tribunal Supremo Pablo Llarena denegó el permiso para que Sánchez pudiera asistir al pleno de investidura que estaba convocado para el día 12 de marzo ―que Torrent tuvo que suspender hasta que se resolviera el recurso que iban a presentar los abogados de Sánchez―, por lo que la situación de bloqueo continuó, agravada además por el rechazo de la CUP a la candidatura de Sánchez porque apoyarla supondría la «sumisión a la legalidad española» y porque no iba encaminada a la «materialización de la república».

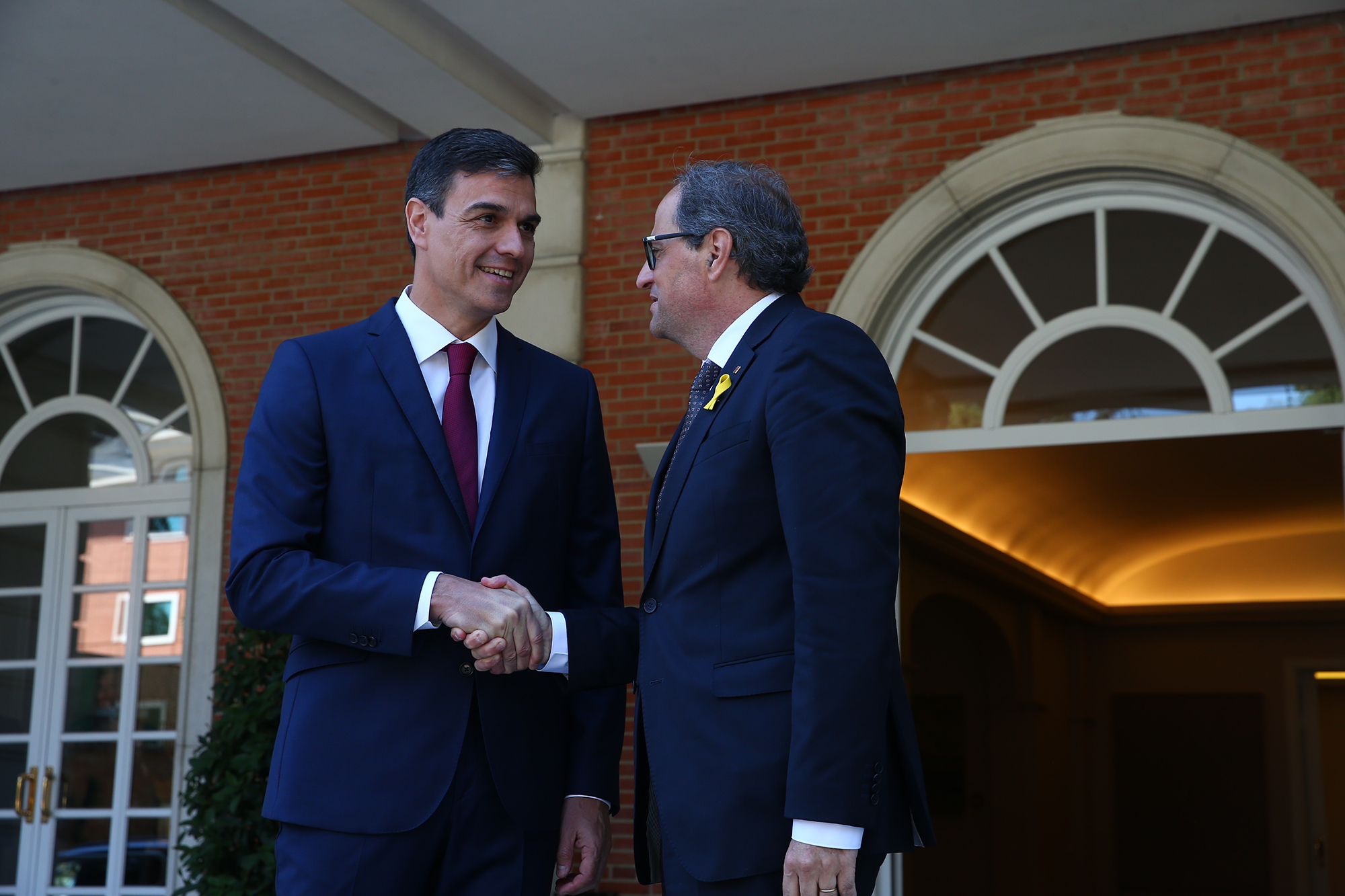
Entrevista en el Palacio de la Moncloa entre el presidente del gobierno español Pedro Sánchez y el presidente de la Generalidad Quim Torra (9 de julio de 2018).

El tercer intento de investir un presidente de la Generalidad también resultó fallido porque el candidato Jordi Turull no consiguió el apoyo de la CUP en la primera votación celebrada el 22 de marzo y porque al día siguiente el juez del Tribunal Supremo Pablo Llarena lo envió a prisión junto con otros tres exconsejeros y la expresidenta del parlamento autonómico Carme Forcadell. Un cuarto intento tampoco tuvo éxito porque el 12 de abril el juez del Tribunal Supremo Pablo Llarena, basándose en la posibilidad de reiteración delictiva y en la restricción parcial de sus derechos políticos, volvió a denegar el permiso carcelario a Jordi Sánchez, que por segunda vez había sido propuesto como candidato a la presidencia de la Generalidad, por lo que el presidente del parlamento autonómico Roger Torrent tuvo que aplazar el pleno de investidura previsto para el día siguiente.
En marzo de 2018, la Mesa del Parlamento tramitó una proposición para modificar la ley de Presidencia y del gobierno de Cataluña con el objetivo de permitir la investidura a distancia de Puigdemont. Dicha ley fue suspendida el 9 de mayo de 2018 por el Tribunal Constitucional y declarada inconstitucional. Finalmente, el parlamento autonómico invistió el 14 de mayo como nuevo presidente de la Generalidad a Quim Torra, el candidato designado por Puigdemont desde Berlín. Fue investido en segunda votación por mayoría simple gracias a los votos de Junts per Catalunya y de Esquerra Republicana y la abstención de la CUP. Las primeras palabras de Torra tras la votación fueron de agradecimiento al «president Puigdemont» del que aseguró: «Lo investiremos».

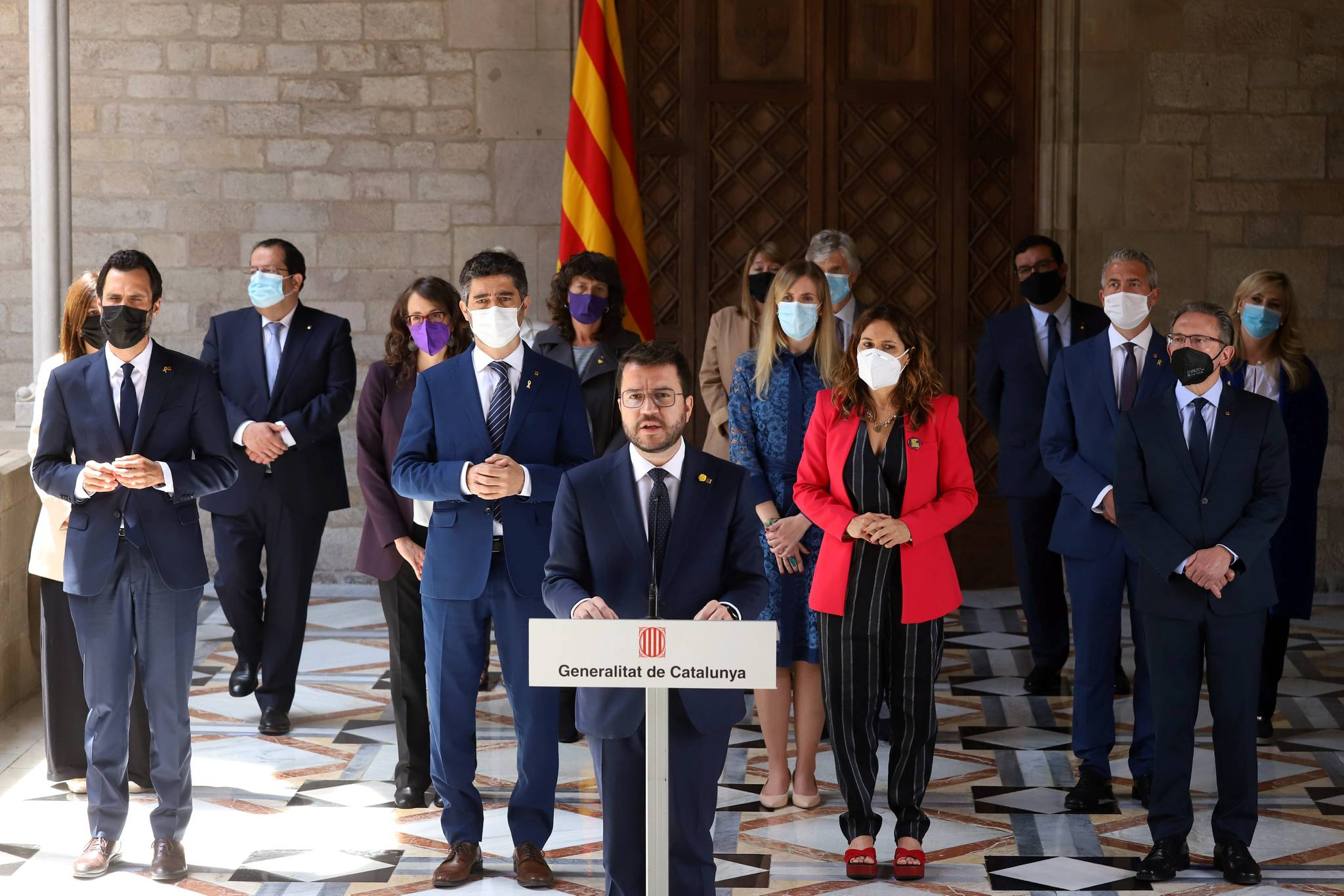
Primera comparecencia pública del nuevo gobierno con el presidente Pere Aragonès al frente (26 de mayo de 2021).

Entre el 12 de febrero y el 12 de junio de 2019 tuvo lugar el juicio a los líderes del proceso independentista catalán. La sentencia la dio a conocer el Tribunal Supremo el 14 de octubre de 2019 por la que los acusados fueron condenados a penas de prisión de entre 9 y 13 años por un delito de sedición y no de rebelión, como pedía la fiscalía. Tras pasar tres años y medio en la cárcel fueron indultados el 22 de junio de 2021 por el Gobierno de coalición del PSOE y Unidas Podemos presidido por Pedro Sánchez.
El 14 de febrero de 2021 se celebraron las elecciones al Parlamento de Cataluña de 2021 en las que los partidos independentistas reforzaron su mayoría absoluta (Esquerra Republicana de Cataluña, 33 escaños; Junts, 32; y la CUP, 9) y superaron el 50% de los votos, con una baja participación (del 53%) a causa de la pandemia de COVID-19 en España. El partido más votado, sin embargo, fue el PSC con Salvador Illa al frente (obtuvo 33 escaños). Vox entró en el Parlament (11 diputados) y Ciudadanos se hundió (pasando de 36 diputados a 6). En comú podem mantuvo sus 8 escaños y el PP pasó de 4 a 3. El PDeCAT no consiguió representación. El 21 de mayo, más de tres meses después de la celebración de las elecciones, el candidato de Esquerra Republicana de Catalunya Pere Aragonès fue investido por el parlamento como nuevo presidente de la Generalidad de Cataluña gracias a los votos de su partido y de las otras dos formaciones independentistas, CUP y Junts. Aragonés declaró en su discurso de investidura que su propósito era «culminar la independencia».
El Govern de coalición ERC-Junts presidido por Pere Aragonès sólo duró un año y cuatro meses (499 días) porque el 7 de octubre de 2022 Junts, tras consultar a la militancia, decidió abandonarlo, rompiéndose así la unidad del independentismo después de ocho años. Jordi Sànchez, exsecretario general de Junts y contrario a la decisión de su partido, declaró que con la salida de Junts del Govern «el procés se ha cerrado definitivamente». Ahora se abre «un nuevo ciclo» que lleva a una «situación desconocida», añadió.

## Principios ideológicos

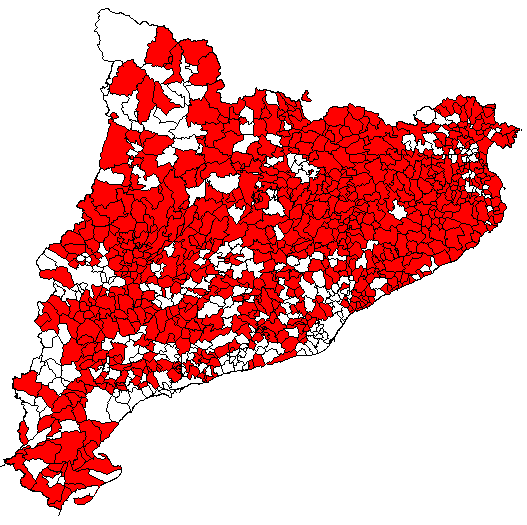
Municipios adheridos a la plataforma Asociación de Municipios por la Independencia.

El independentismo catalán plantea su tesis sobre el principio de que el pueblo de Cataluña es una nación soberana, aludiendo básicamente a la interpretación de su historia, cultura, lengua propia y al derecho civil catalán, y sobre la afirmación de que Cataluña no alcanzará su máxima plenitud cultural, social ni económica mientras forme parte de España. El independentismo catalán defiende la tesis de que Cataluña es una nación oprimida por España desde su ocupación por las tropas borbónicas en 1714, y la posterior supresión de las instituciones catalanas y la prohibición de su lengua en la administración mediante los Decretos de Nueva Planta promulgados por Felipe V entre 1707 y 1716, aprobado el Decreto de Nueva Planta de Cataluña en 1716, dado que la corona de Aragón a la cual pertenecía el Principado de Cataluña, apoyó al otro candidato al trono español, el archiduque Carlos de Habsburgo.
Los porcentajes de apoyo varían en las encuestas en función de si existen solo dos opciones (sí o no), o si en la pregunta se incluyen otras opciones federalistas. En el primer caso las encuestas dan resultados de empate entre ambas opciones. En el segundo caso la opción mayoritaria sigue siendo la independencia, pese a que un porcentaje cercano al 9% cambiaría su voto a la opción de "estado dentro de una España federal",.
Una parte de los partidarios de esta corriente política, no solo aspira a la independencia de Cataluña en sentido estricto, sino a la unión de lo que denominan Países Catalanes: la propia Cataluña; el Rosellón y la Cerdaña franceses (a los que denominan Cataluña Norte); la Franja Oriental de Aragón a la que denominan Franja de Ponent y consideran también parte de Cataluña; la Comunidad Valenciana; las Islas Baleares; la comarca murciana de El Carche y la ciudad sarda de Alguer, en Italia. Dichos territorios, excluyendo el Valle de Arán,[cita requerida], una vez independizados formarían un estado confederado catalán en el que también se incluiría el Principado de Andorra.
La bandera que identifica al independentismo catalán es la conocida como estelada.

## Argumentos a favor y en contra
La cuestión del independentismo catalán, como ocurre con otros movimientos independentistas dentro y fuera de España, levanta encendidos debates entre quienes lo defienden y quienes se oponen a él, y es origen también de frecuentes confrontaciones entre las distintas fuerzas políticas tanto a nivel autonómico como estatal. No es sencillo anticipar las consecuencias que tendría un futuro escenario secesionista, pero en el debate intervienen argumentos tanto de índole racional como emocional. Entre ellos se pueden destacar de manera resumida los siguientes:

### A favor
- Mayor autogobierno: al contar con un gobierno propio con soberanía plena, los catalanes tendrán más capacidad para decidir sobre sus propios asuntos, y las políticas estarán más ajustadas a las necesidades específicas del pueblo catalán.[112]
- Cultura: la independencia permitiría preservar la cultura catalana, de acuerdo a ciertas corrientes de opinión históricamente menospreciada, según los promotores de este movimiento, por los Estados español y francés. Este desdén habría cristalizado en una reducción del uso de la lengua catalana en favor de una unificación lingüística. El estado catalán permitiría preservar una educación en catalán, extender su uso a otros ámbitos como la administración judicial, así como pedir que sea reconocida como lengua oficial en la Unión Europea.[113]
- Economía y presupuesto público: el estado catalán tendría soberanía fiscal para recaudar la totalidad de sus impuestos y para administrarlos, invirtiéndolos enteramente según sus criterios. Además, promotores de la independencia argumentan que Cataluña tiene un déficit fiscal con el resto del Estado español, ya que las comunidades más ricas y que por tanto recaudan más impuestos, como Cataluña y Madrid, no reciben luego inversiones del Estado en la misma proporción, dado que el Estado redistribuye esa riqueza en beneficio de comunidades más pobres, como Extremadura. Sin este déficit, estiman que un estado catalán sería económicamente viable y que tendría superávit a largo plazo, así como que también podrían aumentar los gastos en educación, sanidad y reducir impuestos (ya que no tendrían que aportar al resto del Estado español).[114]
- Anhelo identitario: una parte importante de los catalanes no se sienten españoles (o se sienten más catalanes que españoles), y se encontrarían más a gusto en una Cataluña independiente.[115]

### En contra
- Continuidad histórica: Cataluña formó parte de la Corona de Aragón y es parte integrante de España desde que se conforma la unidad de España con el matrimonio de los Reyes Católicos en 1469.[116]
- Acción inconstitucional: de acuerdo a la Constitución de 1978, ratificada en referéndum por el 87,78% de los votantes españoles (incluido un 90% de los catalanes),[117] España es un país soberano y su territorio pertenece a todos sus ciudadanos por igual, por lo cual la decisión de que una región se independice no corresponde a los habitantes de esa región sino al conjunto de la ciudadanía española.[112]
- Mayoría insuficiente: aun en el caso de reconocer el derecho del pueblo catalán a decidir unilateralmente el estatus político de su territorio, una cuestión de este calado no deberá estar sometida a una mayoría exigua, de por ejemplo la mitad más uno de los votos, la cual podría en poco tiempo cambiar de signo. Sería necesario que existiese un amplio consenso (como el que se exige actualmente por ejemplo para modificar el Estatuto de Cataluña que requiere una mayoría de dos tercios de la cámara).[118]
- Debilitamiento bilateral:[aclaración requerida] en un mundo globalizado, donde priman las economías de escala y donde los países grandes tienen más capacidad para hacer valer sus intereses y ejercer influencia más allá de sus fronteras, la secesión debilitaría y perjudicaría tanto a Cataluña como al resto de España a nivel geopolítico, económico, industrial, deportivo o cultural.[119]
- Perjuicio macroeconómico: con la independencia, Cataluña quedaría fuera de la Unión Europea, pues la constitución europea no prevé la secesión en uno de sus miembros y para continuar tendría que solicitar su incorporación, que exigiría la unanimidad de todos los socios comunitarios. Además, al verse abocada a salir o no poder formar parte de la UEM y BCE perdería toda potestad y posibilidad de emitir euros, viéndose obligada a comprarlos o crear una moneda propia, la cual necesitaría devaluarse rápidamente para no perder competitividad, dada la previsible caída en sus ventas al exterior.[120][121]
- Mayores gastos: el nuevo Estado catalán tendría que asumir la totalidad del coste de servicios como Hacienda, diplomacia, defensa o seguridad entre otros, actualmente centralizados y financiados por el conjunto de los españoles.[120]
- Balcanización de Europa: si Cataluña prospera con este movimiento independentista, el precedente se crearía para que otros lugares con ideología nacionalista, como Baviera, Bretaña, Escocia, Flandes, Venecia, entre otros, procedan de igual manera volviendo a Europa en un mosaico de micro-estados que llevaría a una situación de potenciales y peligrosos conflictos.[122][123]
- Discriminación del idioma español: en las últimas décadas, diversos particulares y colectivos han expresado su rechazo a la política de normalización lingüística existente en Cataluña, como el Manifiesto de los 2.300 en 1981 o el Manifiesto por la Lengua Común en 2008.[124]
- Fractura social: una parte de la sociedad y medios de comunicación afirman que el independentismo catalán provoca fractura social, especialmente entre las áreas rurales de Gerona y Lérida (con mayor apoyo al independentismo) y las áreas metropolitanas de Barcelona y Tarragona (con menor apoyo al independentismo).[125][126][127]

## Apoyo político a la independencia de Cataluña

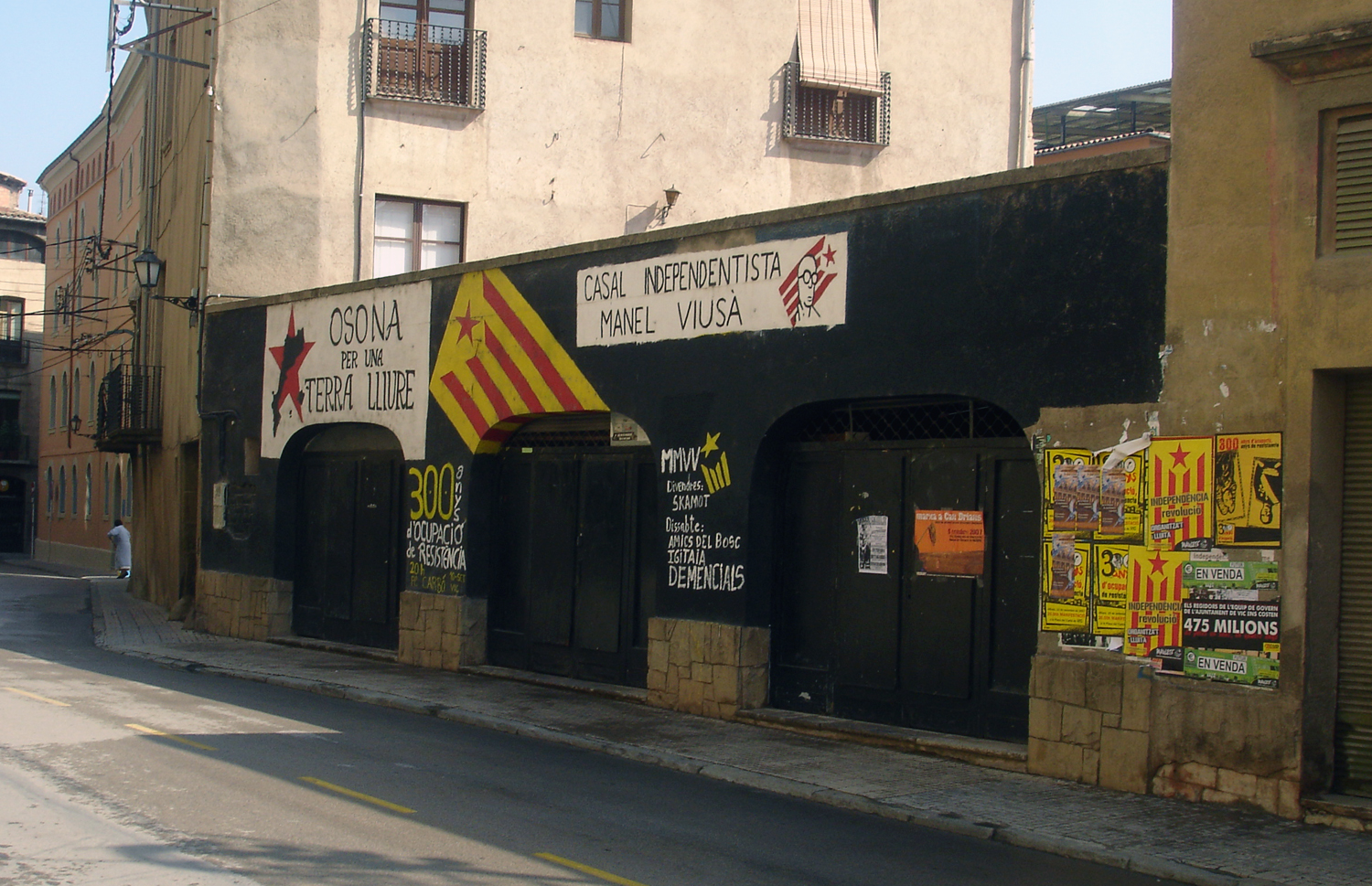
Local independentista en Vich.

Existe mucha diversidad de partidos con representación política en Cataluña, y el independentismo está presente en varios de ellos, de forma más o menos pronunciada, por lo que es difícil leer la correspondencia que tendría con un eventual referéndum sobre la independencia.
Sin embargo, existen partidos claramente independentistas como ERC y CUP, dentro de CiU hay que diferenciar los que siguen las tesis de Convergència Democràtica de Catalunya (CDC) mayoritariamente pro-independencia de la posición de Unió Democràtica de Catalunya (UDC) que plantea una "tercera vía". También simpatizan con la posición independentista sectores de ICV, y otros más bien contrarios como el PSC, así como otros absolutamente en contra como el PPC y Ciudadanos (Cs).
Existen otros partidos o coaliciones independentistas extraparlamentarias como Estat Català, Endavant, el PSAN, el MDT, o Solidaritat. También hay una gran diversidad de colectivos y entidades independentistas, así como grupos juveniles como la Joventut Nacionalista de Catalunya, las JERC y Arran, además del sindicato estudiantil SEPC.

### Evolución del voto desde el Estatuto de Autonomía de 2006
Un nuevo Estatuto de Cataluña fue aprobado por el Parlamento de Cataluña el 30 de septiembre de 2005 por el conocido como primer gobierno tripartito, presidido por Pascual Maragall. Este estatuto necesitaba la aprobación del Congreso de España, y había una serie de puntos conflictivos que retrasaron su aprobación: la definición de Cataluña como "nación"; el "deber" de conocer el catalán, lo que lo equiparaba con el castellano en Cataluña; la creación del Consejo de Justicia de Cataluña; el nuevo sistema de financiación; y el blindaje de las competencias de la Generalidad. Finalmente fue aprobado en el Congreso después de un acuerdo con CiU, implicando una serie de recortes o cambios. 
Hechos clave posteriores, que influyeron en la evolución del voto pro-Independencia, fueron la Sentencia del Tribunal Constitucional publicada en 2010 donde se hizo un segundo recorte al Estatuto y las sucesivas manifestaciones que pedían un referéndum de independencia, que a su vez dieron inicio al conocido como proceso soberanista de Cataluña o el procés catalán.

#### Elecciones al Parlamento de Cataluña, consulta y referéndum de independencia
| Proceso político                                                   | Votos pro-Independencia | % Votos pro-Independencia respecto al censo | % Votos pro-Independencia respecto a los votos válidos | Censo     | Votos válidos | % de los votos válidos respecto al censo | Partidos políticos pro-Independencia | Comentarios |
| ------------------------------------------------------------------ | ----------------------- | ------------------------------------------- | ------------------------------------------------------ | --------- | ------------- | ---------------------------------------- | --- | --- |
| Elecciones al Parlamento de Cataluña de 2006                       | 282.693                 | 5,3                                         | 9,7                                                    | 5.321.274 | 2.908.290     | 54,7                                     | ERC (282.693) | CiU (935.756) e ICV (316.222) eran soberanistas, apoyaban el término nación para Cataluña en el Estatuto                                                     |
| Elecciones al Parlamento de Cataluña de 2010                       | 361.928                 | 6,7                                         | 11,9                                                   | 5.363.688 | 3.038.645     | 56,7                                     | ERC (219.173), SI (102.921), RI (39.834) | CiU (1.202.830) e ICV (230.824) |
| Elecciones al Parlamento de Cataluña de 2012                       | 624.559                 | 11,5                                        | 17,4                                                   | 5.413.868 | 3.582.272     | 66,2                                     | ERC (496.292), CUP (126.435) | CiU (1.116.259),ICV (359.705) y PSC (524.707) a favor de un referéndum                                                                                       |
| Proceso participativo sobre el futuro político de Cataluña de 2014 | 1.861.753               | 29,6                                        | 80,8                                                   | 6.300.000 | 2.305.290     | 36,6                                     | N/A | Consulta no oficial |
| Elecciones al Parlamento de Cataluña de 2015                       | 1.966.508               | 35,7                                        | 48,1                                                   | 5.510.853 | 4.092.349     | 74,3                                     | Junts pel Sí (1.628.714, CDC, ERC, DC, MES), CUP (337.794)                                                                                  | CiU se disolvió antes de las autonómicas de 2015, quedando CDC y UDC. ICV se integró en Podem-CSQP (367.613), estando éstos también a favor de un referéndum |
| Referéndum de independencia de Cataluña de 2017                    | 2.044.038               | 38,3                                        | 90,2                                                   | 5.343.358 | 2.266.498     | 42,4                                     | N/A | Referéndum declarado ilegal por el Tribunal Constitucional de España                                                                                         |
| Elecciones al Parlamento de Cataluña de 2017                       | 2.079.340               | 37,4                                        | 47,7                                                   | 5.554.455 | 4.357.368     | 78,4                                     | Junts per Catalunya (948.233), ERC (935.861), CUP (195.246)                                                                                 | Podem-CatComú (326.360) a favor de un referéndum |
| Elecciones al Parlamento de Cataluña de 2021                       | 1.448.901               | 27,0                                        | 51,6                                                   | 5.368.992 | 2.809.593     | 78,4                                     | ERC (603.607), Junts per Catalunya (568.002), CUP (189.087), PDeCAT (77.059), Primàries Catalunya (5.940), FNC (4.976), SCAT (138), MCR(92) | En Comú Podem (194.626) a favor de un referéndum |

#### Elecciones generales
| Proceso político                                    | Votos pro-Independencia | % Votos pro-Independencia respecto al censo | % Votos pro-Independencia respecto a los votos válidos | Censo     | Votos válidos | % de los votos válidos respecto al censo | Partidos políticos pro-Independencia                             | Comentarios                                  |
| --------------------------------------------------- | ----------------------- | ------------------------------------------- | ------------------------------------------------------ | --------- | ------------- | ---------------------------------------- | ---------------------------------------------------------------- | -------------------------------------------- |
| Elecciones generales de España de 2008              | 298.139                 | 5,6                                         | 8                                                      | 5.324.909 | 3.723.421     | 69,9                                     | ERC (298.139)                                                    | CIU (779.425)                                |
| Elecciones generales de España de 2011              | 244.854                 | 4,5                                         | 7,1                                                    | 5.396.341 | 3.460.860     | 64,1                                     | ERC (244.854)                                                    | CiU (1.015.691)                              |
| Elecciones generales de España de 2015              | 1.169.035               | 21,2                                        | 31,1                                                   | 5.516.456 | 3.762.859     | 68,2                                     | ERC(601.782), CDC-DL(567.253)                                    | En Comú (929.880)                            |
| Elecciones generales de España de 2016              | 1.115.722               | 20,2                                        | 32,1                                                   | 5.519.882 | 3.477.565     | 63,0                                     | ERC(632.234), CDC(483.488)                                       | En Comú Podem(853.102) a favor de referéndum |
| Elecciones generales de España de abril de 2019     | 1.634.986               | 29,3                                        | 39,4                                                   | 5.588.145 | 4.146.563     | 74,2                                     | ERC(1.020.392), CDC-JuntsxCAT(500.787), Front Republica(113.807) | En Comú Podem(615.665) a favor de referéndum |
| Elecciones generales de España de noviembre de 2019 | 1.642.063               | 30,6                                        | 42,5                                                   | 5.370.359 | 3.828.394     | 71,3                                     | ERC(869.934), CDC(527.375), CUP(244.754)                         | En Comú Podem(546.733) a favor de referéndum |

#### Elecciones europeas
| Proceso político                         | Votos pro-Independencia | % Votos pro-Independencia respecto al censo | % Votos pro-Independencia respecto a los votos válidos | Censo     | Votos válidos | % de los votos válidos respecto al censo | Partidos políticos pro-Independencia | Comentarios                |
| ---------------------------------------- | ----------------------- | ------------------------------------------- | ------------------------------------------------------ | --------- | ------------- | ---------------------------------------- | ------------------------------------ | -------------------------- |
| Elecciones al Parlamento Europeo de 2004 | 257.482                 | 4,8                                         | 12,2                                                   | 5.329.787 | 2.116.962     | 39,7                                     | ERC(249.757), CUP(6.185), EC(1.540)  | CiU(369.103), ICV(151.871) |
| Elecciones al Parlamento Europeo de 2009 | 186.104                 | 3,5                                         | 9,5                                                    | 5.370.606 | 1.969.043     | 36,7                                     | ERC(181.213), RC(4.891)              | CiU(441.810), ICV(119.755) |
| Elecciones al Parlamento Europeo de 2014 | 595.493                 | 10,8                                        | 23,7                                                   | 5.492.297 | 2.513.628     | 45,8                                     | ERC(595.493), CDC(549.096)           | CiU(549.096), ICV(259.152) |
| Elecciones al Parlamento Europeo de 2019 | 1.708.396               | 30,3                                        | 49,8                                                   | 5.645.470 | 3.427.549     | 60,7                                     | CDC(981.357), ERC(727.039)           |                            |

## Oposición a la independencia

### Partidos políticos
Todos los partidos políticos a nivel nacional de España son contrarios a la independencia. Juntos representan la mayoría de votos pero una minoría en escaños en el Parlamento de Cataluña. De estos, solamente Podemos estaba a favor de celebrar un referéndum sobre el tema otros como Ciutadans de Catalunya, y el Partido Popular de Cataluña. Este partido que recibió 25,4% y 4,2% del voto respectivamente en las Elecciones al Parlamento de Cataluña de 2017 se había posicionado siempre en contra del derecho de autodeterminación en Cataluña. El Partido de los Socialistas de Cataluña (o PSC), con un 13,9% del voto, se oponía a la independencia igualmente. Mientras que algunos de sus miembros estaban a favor de la idea de un “referéndum de autodeterminación” hasta 2012, la posición oficial desde 2015 es que la Constitución Española debería sufrir una reforma agravada para que este fuera posible. Una mayoría de votantes de la plataforma de izquierdas Catalunya Sí que es Pot (8,94%), confluencia del anterior mencionado Podemos, rechaza la independencia aunque el partido apoyaba un referéndum en el que haría una campaña por el no, esto es, que Cataluña se quedara en España. El anterior socio de Convergencia Democrática de Cataluña, se manifestó en contra de la independencia y perdió votos notablemente en las elecciones consecutivas, finalmente disolviéndose debido a su bancarrota en 2017.

### Movimiento antindependentista
El 8 de octubre de 2017, Societat Civil Catalana consiguió reunir a más de un millón de personas según el gobierno de España en un mitin en contra de la independencia de Cataluña. El evento ha sido el más multitudinario del movimiento constitucionalista en la historia de Cataluña.
El 12 de octubre de 2017, coincidiendo con el día de la fiesta nacional, 65.000 personas, según la Guardia Urbana de Barcelona, se manifestaron en contra de la independencia en una demostración menos numerosa. La asistencia al evento fue trece veces mayor que el año anterior y el mayor que se recuerda en la historia de la ciudad de Barcelona.
El 29 de octubre de 2017, cientos de miles de personas demostraron en las calles de Barcelona que estaban a favor de la unidad española y celebrando la aplicación del artículo 155 de la Constitución y forzando elecciones autonómicas en una manifestación organizada por Sociedad Civil Catalana (SCC). Según la Delegación del Gobierno en Cataluña, hubo 1 millón de asistentes. SCC estimó también que hubo la misma cantidad.
El 26 de diciembre de 2017 el concepto de "Tabarnia" se convirtió en viral en las redes sociales y recibió la atención de diversos medios de comunicación. El concepto se refiere a una comunidad autónoma ficticia que cubre la Cataluña urbana y costera exigiendo la independencia de la mayor parte de Cataluña si una DUI fuera proclamada y efectiva. Argumentos a favor de Tabarnia son, entre otras, la Ley de Claridad de Canadá y satíricamente reflejan aquellas en favor de la independencia de Cataluña de España. Múltiples separatistas fueron críticos en cuanto al concepto y respondieron que la parodia injustamente trivializan el movimiento independentista catalán, cuya base en parte es la diferencia cultural e identitaria. La propuesta, de una plataforma creada en 2011, esquematizó los resultados de las elecciones de 2017 (conocida popularmente por el numerónimo de '21-D'). La palabra Tabarnia fue tendencia a nivel mundial con más de 648 000 menciones el día de su viralización. La primera manifestación en favor de la autonomía tuvo lugar en Barcelona el 4 de marzo de 2018, con 200 000 asistentes según los organizadores. Sin embargo, la policía municipal de Barcelona redujo la cifra a 15 000.
En el hipotético caso de que Cataluña se independizase, la comarca pirenaica del Valle de Arán quedaría en una situación especial; esta región situada en el noroeste de Cataluña tiene su propia identidad cultural y económica, muy vinculada con la occitana.

## Encuestas y sondeos

### Encuestas de respuesta afirmativa o negativa
El Centro de Estudios de Opinión (CEO), ente demoscópico adscrito a la Generalidad, empezó a preguntar directamente sobre un referéndum independentista desde la segunda oleada de 2011:
| Fecha           | Sí a la independencia (%) | No a la independencia (%) | Se abstendría (%) | Otra respuesta (%) | No lo sabe (%) | No contesta (%) |
| --------------- | ------------------------- | ------------------------- | ----------------- | ------------------ | -------------- | --------------- |
| 2.ª oleada 2011 | 42,9                      | 28,2                      | 23,3              | 0,5                | 4,4            | 0,8             |
| 3.ª oleada 2011 | 45,4                      | 24,7                      | 23,8              | 0,6                | 4,6            | 1               |
| 1.ª oleada 2012 | 44,6                      | 24,7                      | 24,2              | 1                  | 4,6            | 0,9             |
| 2.ª oleada 2012 | 51,1                      | 21,1                      | 21,1              | 1                  | 4,7            | 1,1             |
| 3.ª oleada 2012 | 57,0                      | 20,5                      | 14,3              | 0,6                | 6,2            | 1,5             |
| 1.ª oleada 2013 | 54,7                      | 20,7                      | 17                | 1,1                | 5,4            | 1               |
| 2.ª oleada 2013 | 55,6                      | 23,4                      | 15,3              | 0,6                | 3,8            | 1,3             |
| 3.ª oleada 2013 | 54,7                      | 22,1                      | 15,7              | 1,3                | 4,9            | 1,4             |
| 1.ª oleada 2014 | 53,9                      | 21,6                      | 17,2              | 0,9                | 5,2            | 1,2             |

El Instituto DYM realizó hace años unas encuestas para la Universidad Abierta de Cataluña. El estudio del 2008, realizado mediante encuestas telefónicas, mostró que un 36,5 % votaría, en caso de referéndum, a favor de la independencia, mientras que un 22,1 % votaría en contra. Un 27,1 & se abstendría y un 11,7 % no tenía el voto decidido.
| Año  | De acuerdo (%) | En desacuerdo (%) | Abstención (%) | Indecisos (%) |
| ---- | -------------- | ----------------- | -------------- | ------------- |
| 2008 | 36,5           | 22,1              | 27,1           | 11,7          |
| 2009 | 50,3           | 17,8              | 24,6           | 1,4           |

El CIS (Centro de Investigaciones Sociológicas, dependiente del Gobierno español) realizó en el año 2001 una encuesta en Cataluña que preguntaba explícitamente si el encuestado era favorable o no a la independencia de Cataluña. Los resultados fueron: un 35,9 % de los encuestados estaba a favor, un 48,1 % en contra, el 13,3 % estaban indecisos, y un 2,8 % no contestaron la pregunta.[cita requerida]
El ICPS (Instituto de Ciencias Políticas y Sociales, adscrito a la Universidad Autónoma de Barcelona) realiza sondeos de opinión anuales desde el año 1993, en los que incluye un capítulo referido a la independencia de Cataluña. Los resultados públicos de este capítulo, clasificados por años, son los siguientes:
| Año   | De acuerdo (%) | En desacuerdo (%) | Le es igual (%) | No sabe/no contesta (%) |
| ----- | -------------- | ----------------- | --------------- | ----------------------- |
| 1991  | 35             | 50                | 11              | 4                       |
| 1992  | 31             | 53                | 11              | 5                       |
| 1993  | 37             | 50                | 9               | 5                       |
| 1994  | 35             | 49                | 14              | 3                       |
| 1995  | 36             | 52                | 10              | 3                       |
| 1996  | 29             | 56                | 11              | 4                       |
| 1997  | 32             | 52                | 11              | 5                       |
| 1998  | 32             | 55                | 10              | 3                       |
| 1999  | 32             | 55                | 10              | 3                       |
| 2000  | 32             | 53                | 13              | 3                       |
| 2001  | 33             | 55                | 11              | 1                       |
| 2002  | 34             | 52                | 12              | 1                       |
| 2003* | 43             | 43                | 12              | 1                       |
| 2004* | 39             | 44                | 13              | 3                       |
| 2005  | 36             | 44                | 15              | 6                       |
| 2006  | 33             | 48                | 17              | 2                       |
| 2007  | 31,7           | 51,3              | 14,1            | 2,9                     |
| 2011  | 41,4           | 22,9              | 26,5            | 9,2                     |

La metodología utilizada en los sondeos de 2003 y 2004 fue diferente de las otras, ya que se utilizó el método de la entrevista telefónica en lugar de la presencial.

### Encuestas con más opciones
El Centro de Estudios de Opinión también realiza, cada dos meses, un estudio de la opinión política de los ciudadanos. Los resultados a la pregunta: "Cree que Cataluña debería ser..." son los siguientes:
| Fecha             | Estado independiente (%) | Estado federal (%) | Comunidad autónoma (%) | Región (%) | No sabe (%) | No contesta (%) |
| ----------------- | ------------------------ | ------------------ | ---------------------- | ---------- | ----------- | --------------- |
| Junio de 2005     | 13,6                     | 31,3               | 40,8                   | 7          | 6,2         | 1,1             |
| Noviembre de 2005 | 12,9                     | 35,8               | 37,6                   | 5,6        | 6,9         | 1,2             |
| Marzo de 2006     | 13,9                     | 33,4               | 38,2                   | 8,1        | 5,1         | 1,2             |
| Julio de 2006     | 14,9                     | 34,1               | 37,3                   | 6,9        | 6,1         | 0,7             |
| Octubre de 2006   | 14                       | 32,9               | 38,9                   | 8,3        | 5,1         | 0,8             |
| Noviembre de 2006 | 15,9                     | 32,8               | 40                     | 6,8        | 3,7         | 0,8             |
| Marzo de 2007     | 14,5                     | 35,3               | 37                     | 6,1        | 4,9         | 2,2             |
| Julio de 2007     | 16,9                     | 34                 | 37,3                   | 5,5        | 5,4         | 1               |
| Octubre de 2007   | 18,5                     | 34,2               | 35                     | 4,7        | 6           | 1,5             |
| Diciembre de 2007 | 17,3                     | 33,8               | 37,8                   | 5,1        | 5           | 1               |
| Enero de 2008     | 19,4                     | 36,4               | 34,8                   | 3,8        | 4,1         | 1,6             |
| Mayo de 2008      | 17,6                     | 33,4               | 38,9                   | 5,1        | 4,3         | 0,7             |
| Julio de 2008     | 19,4                     | 34,7               | 37                     | 6,1        | 5,2         | 0,9             |
| Noviembre de 2008 | 17,4                     | 31,8               | 38,3                   | 7,1        | 4,2         | 1,2             |
| Febrero de 2009   | 16,1                     | 35,2               | 38,6                   | 4,5        | 3,6         | 0,2             |
| Mayo de 2009      | 20,9                     | 35                 | 34,9                   | 4,4        | 3           | 1,7             |
| Julio de 2009     | 19                       | 32,2               | 36,8                   | 6,2        | 4,2         | 1,6             |
| Diciembre de 2009 | 21,6                     | 29,9               | 36,9                   | 5,9        | 4,1         | 1,6             |
| 1.ª oleada 2010   | 19,4                     | 29,5               | 38,2                   | 6,9        | 4,4         | 1,6             |
| 2.ª oleada 2010   | 21,5                     | 31,2               | 35,2                   | 7,3        | 4,0         | 0,7             |
| 3.ª oleada 2010   | 24,3                     | 31                 | 33,3                   | 5,4        | 4,9         | 1,0             |
| 4.ª oleada 2010   | 25,2                     | 30,9               | 34,7                   | 5,9        | 2,7         | 0,7             |
| 1.ª oleada 2011   | 24,5                     | 31,9               | 33,2                   | 5,6        | 3,5         | 1,3             |
| 2.ª oleada 2011   | 25,5                     | 33                 | 31,8                   | 5,6        | 3,4         | 0,7             |
| 3.ª oleada 2011   | 28,2                     | 30,3               | 30,4                   | 5,7        | 3,9         | 1,5             |
| 1.ª oleada 2012   | 29                       | 30,8               | 27,8                   | 5,2        | 5,4         | 1,8             |
| 2.ª oleada 2012   | 34                       | 28,7               | 25,4                   | 5,7        | 5,0         | 1,3             |
| 3.ª oleada 2012   | 44,3                     | 25,5               | 19,1                   | 4          | 4,9         | 2,2             |
| 1.ª oleada 2013   | 46,4                     | 22,4               | 20,7                   | 4,4        | 4,9         | 1,2             |
| 2.ª oleada 2013   | 47                       | 21,2               | 22,8                   | 4,6        | 3,5         | 0,9             |
| 3.ª oleada 2013   | 48,5                     | 21,3               | 18,6                   | 5,4        | 4,9         | 1,3             |
| 1.ª oleada 2014   | 45,2                     | 20                 | 23,3                   | 2,6        | 6,9         | 2               |
| 2.ª oleada 2014   | 45,3                     | 22,2               | 23,4                   | 1,8        | 6,5         | 0,9             |
| 3.ª oleada 2014   | 36,2                     | 28,9               | 21,8                   | 5,4        |             |                 |
| 1.ª oleada 2015   | 39,1                     | 26,1               | 24                     | 3,4        | 5,3         | 2               |
| 2.ª oleada 2015   | 37,6                     | 24                 | 29,3                   | 4          | 3,9         | 1,1             |
| 3.ª oleada 2015   | 41,1                     | 22,2               | 27,4                   | 3,7        | 4,2         |                 |
| 1.ª oleada 2016   | 38,5                     | 26,3               | 25,1                   | 4,5        | 4,5         |                 |
| 2.ª oleada 2016   | 41,6                     | 20,9               | 26,5                   | 4          | 5,6         |                 |
| 3.ª oleada 2016   | 38,9                     | 23,2               | 24,1                   | 5,7        | 6,3         | 1,8             |
| 1.ª oleada 2017   | 37,3                     | 21,7               | 28,5                   | 7          | 3,8         | 1,6             |
| 2.ª oleada 2017   | 34,7                     | 21,7               | 30,5                   | 5,3        | 6,1         | 1,7             |
| 3.ª oleada 2017   | 40,2                     | 21,9               | 27,4                   | 4,6        | 4,7         | 1,2             |
| 1.ª oleada 2018   | 40,8                     | 22,4               | 24                     | 6,3        | 4,6         | 2               |
| 2.ª oleada 2018   | 38,8                     | 22,4               | 25,5                   | 7,8        | 4,4         | 1,1             |

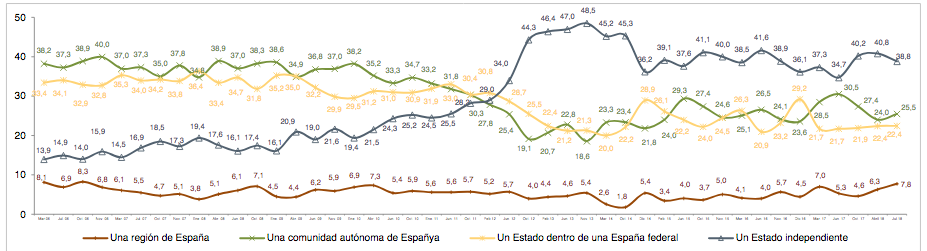

El último estudio realizado sobre el tema fue realizado mediante entrevista telefónica, a catalanes mayores de 18 años, por el Centro de Estudios de Opinión de la Generalidad de Cataluña y publicado en diciembre de 2009. En las citadas entrevistas telefónicas se incluían diversas preguntas acerca del sentimiento de pertenencia a España o Cataluña.
| Año             | Solo catalán (%) | Más catalán que español (%) | Tan español como catalán (%) | Más español que catalán (%) | Solo español (%) | No sabe (%) | No contesta (%) |
| --------------- | ---------------- | --------------------------- | ---------------------------- | --------------------------- | ---------------- | ----------- | --------------- |
| 2009            | 19,1             | 25,6                        | 42,7                         | 4,5                         | 5,7              | 0,8         | 1,6             |
| 1.ª oleada 2010 | 17,3             | 25,4                        | 45,1                         | 4,1                         | 6,6              | 0,9         | 0,6             |
| 2.ª oleada 2010 | 17,8             | 26,5                        | 42,2                         | 4,3                         | 7,6              | 0,7         | 0,8             |
| 3.ª oleada 2010 | 19,3             | 28,1                        | 38,9                         | 4,5                         | 6,7              | 1,2         | 1,3             |
| 4.ª oleada 2010 | 20,3             | 25,5                        | 42,5                         | 3,9                         | 5,5              | 1,1         | 1,2             |
| 1.ª oleada 2011 | 19,4             | 27,0                        | 42,7                         | 3,7                         | 5,3              | 0,7         | 1,2             |
| 2.ª oleada 2011 | 20,2             | 26,2                        | 42,8                         | 3,6                         | 5,4              | 0,9         | 0,9             |
| 3.ª oleada 2011 | 20,5             | 29,5                        | 39,3                         | 3,3                         | 5                | 1,3         | 1,1             |
| 1.ª oleada 2012 | 21,1             | 28,2                        | 42,4                         | 2,4                         | 3,4              | 0,6         | 1,9             |
| 2.ª oleada 2012 | 22,7             | 30,2                        | 37,3                         | 3,5                         | 4                | 0,5         | 1,8             |
| 3.ª oleada 2012 | 29,6             | 28,7                        | 35                           | 2,5                         | 2                | 0,7         | 1,6             |

## El independentismo radical: la organización terroristaTerra Lliure

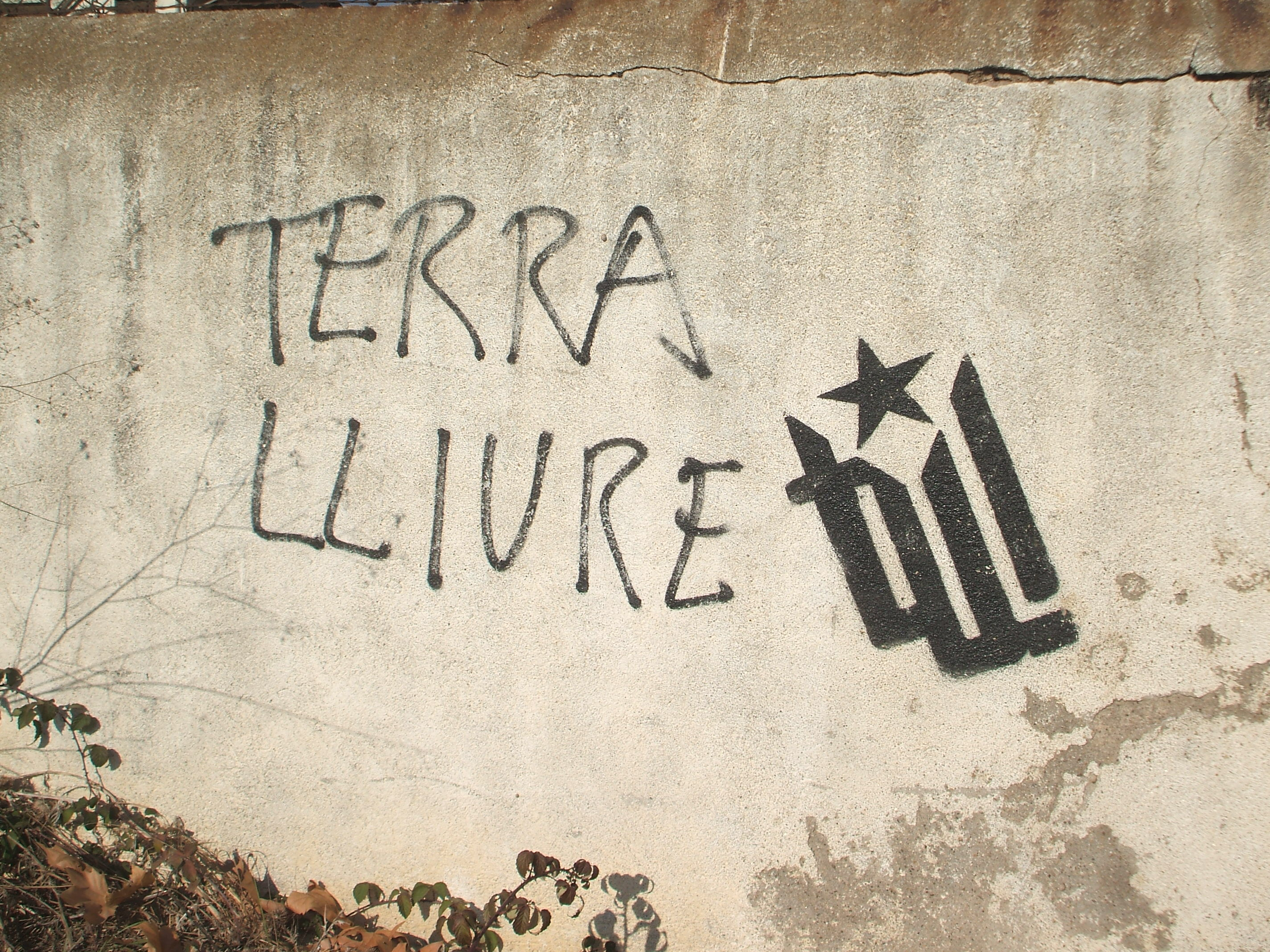
Pintada en apoyo de Terra Lliure

Terra Lliure ('Tierra Libre' en español) es el nombre de una organización terrorista armada independentista catalana de extrema izquierda fundada en 1978 y autodisuelta en 1991. Cometió más de 200 atentados, cuyo balance asciende a cinco víctimas mortales (cuatro de ellas miembros de la organización) y varias decenas de heridos. Durante su existencia, las Fuerzas de Seguridad del Estado llegaron a detener a 300 personas vinculadas a la organización. Terra Lliure se autodisolvió en 1991, abandonando la lucha armada. Algunos de sus dirigentes y militantes ingresaron posteriormente en Esquerra Republicana de Catalunya, que les exigió la renuncia explícita a la violencia como condición sine qua non para dicho ingreso. Los presos de la organización fueron saliendo de la cárcel tras ser indultados o cumplir condena. En 1996 ya no quedaba ningún miembro de Terra Lliure en prisión.
Se dio a conocer oficialmente en un partido de fútbol en el Camp Nou en Barcelona el 23 de junio de 1981, en el marco de la campaña Som una Nació (Somos una Nación). La primera asamblea de la organización se celebró en el sur de Francia. La mayoría de sus miembros provenían de Exèrcit Popular Català (EPOCA), o de organizaciones como el Front d'Alliberament Català (FAC) y el Partit Socialista d'Alliberament Nacional (PSAN).
En su primer documento público, cuyo título es "Crida de Terra Lliure" (Llamada de Tierra Libre), se define a sí misma como "organización revolucionaria que lucha por la independencia total de los Países Catalanes" y hace un llamamiento a la "lucha contra el proceso de destrucción sistemática a que está sometida nuestra Nación", destrucción que concreta en varios puntos, el primero de los cuales se refiere a la "destrucción política que supone la separación de los Países Catalanes en tres regiones autónomas con lenguas y símbolos diferentes, instituciones diferentes...". El documento, fechado en los "Països Catalans" el 24 de junio de 1981, termina con un llamamiento: Visca la Terra! Independència o mort! Visca la lluita armada! Una sola nació, Països Catalans! (¡Viva la Tierra! ¡Independencia o muerte! ¡Viva la lucha armada! Una sola nación, ¡Países Catalanes!).
Sus primeras fases fueron de organización y de consolidación. El 26 de enero de 1979 falleció al tratar de huir de la Policía Nacional un miembro de la organización, Martí Marcó, de diecinueve años de edad, y poco después muere también Fèlix Goñi Bruc al estallarle la bomba que estaba manipulando.

## Símbolos
La bandera independentista catalana es principalmente la estelada, a pesar de que también se utiliza la bandera de Cataluña
- Estelada romboidal: primera estelada creada en el año 1908, creada por la Unión Catalanista.
- Estelada con el triángulo azul y la estrella blanca: esta fue la primera estelada que se diseñó después de la romboidal por Vicenç Albert Ballester, a principio del siglo XX, y durante medio siglo fue el único diseño existente.
- Estelada con el triángulo amarillo y la estrella roja: Estelada que utilizó de 1968 a 1976 el PSAN, el Moviment d'Unificació Marxista, el Bloc Català de Treballadors y desde 1979 hasta su disolución en 1982, el Bloc d'Esquerra d'Alliberament Nacional.
- Estelada del PCE(i): fue creada por el PCE(i), el Partido Comunista de España (internacional), hacia el año 1978.

Estelada histórica romboidal.
Estelada con el triángulo azul y la estrella blanca.
Estelada con el triángulo amarillo y la estrella roja.
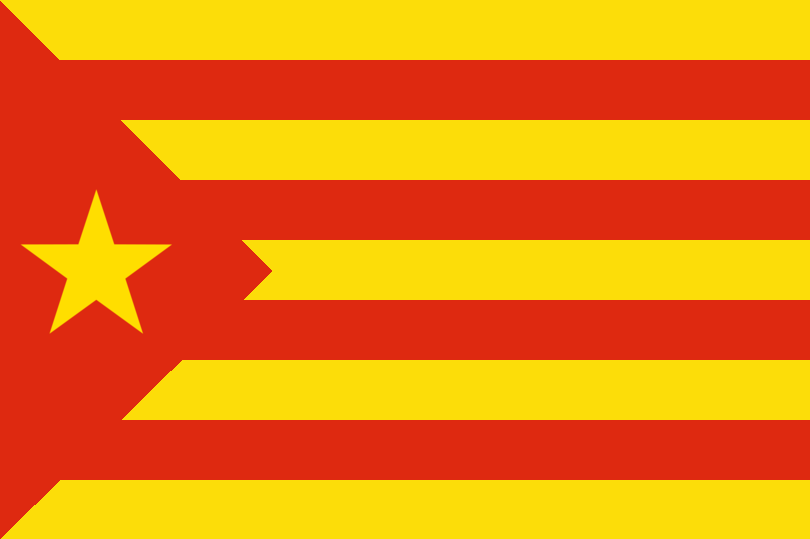
Estelada del PCE(i)

### Hoja de ruta
- Hoja de Ruta

- Datos: Q893331
- Multimedia: Catalonia Independence movement / Q893331